# Maia
A Maia é uma cidade portuguesa localizada na sub-região da Área Metropolitana do Porto, pertencendo à região do Norte e ao distrito do Porto. 
É sede do município da Maia que tem uma área total de 82,99 km2, 134 977 habitantes em 2021 e uma densidade populacional de 1 626 hab./km2, subdividido em 10 freguesias. O município é limitado a norte pelos municípios da Trofa e de Santo Tirso, a leste por Valongo, a sudeste por Gondomar, a sul pelo Porto, a sudoeste por Matosinhos e a noroeste por Vila do Conde.

## Definição
O concelho da Maia recebeu carta de foral em 1519, apesar de existirem vestígios pré-históricos de presença humana e referências a este ajuntamento que remontam ao domínio romano. A história desta cidade confundiu-se muitas vezes com o destino de Portugal, particularmente durante o processo de independência, com especial destaque para Gonçalo Mendes da Maia, “O Lidador”.
A Maia comporta uma dualidade resultante da intersecção de um passado histórico com uma nova era de desenvolvimento. Por um lado, existem fortes identidades individuais de cada parte do município, derivadas de raízes culturais, históricas e religiosas milenares, principalmente nas zonas rurais, onde predomina a agricultura; Por outro, a Maia é actualmente um dos municípios mais avançados do país, com um papel importante na indústria, inovação e novas tecnologias, constituindo um exemplar de desenvolvimento económico e ambiental.

## Toponímia
O nome originalmente dado pelos romanos foi "Pallantia" (Palância em português atual), sendo este entretanto alterado pelos romanos ou pelos invasores suevos para a forma semelhante à atual.
O processo evolutivo atualmente mais aceite resulta de uma análise de 1976 da Inscrição de Alvarelhos, descoberta numa época relativamente recente (agosto de 1972). Na Inscrição de Alvarelhos, lê-se “MADEQUIS(ENSES) STATUERUNT LADRONO CAMALI F(ILIO) ANTONIO A(NIMO) I(IBENTES) MO(NUMENTUM).” (trad.: “Os Madequisenses erigiram de livre vontade este monumento a Ladronus Antonius, filho de Camadus”), sendo o gentílico arcaico madequisenses derivado do topónimo pré-romano Madia.
O nome desta inscrição refere-se antes à zona em que foi encontrada (lugar de Sobre Sá, freguesia de Alvarelhos), e por isso o seu conteúdo não se refere necessariamente aos habitantes do Castro de Alvarelhos. Além disso, sabe-se que se encontrava deslocada do seu contexto arqueológico original à data da sua descoberta. A toponímia desta zona é ainda incerta, particularmente devido à ausência de referências cronológicas, pelo que o termo madequisenses se pode referir tanto aos habitantes do Castro de Alvarelhos como aos antigos habitantes do Castêlo da Maia.
Esta teoria é reforçada pelo facto do radical mad-, de origem indo-europeia, estar frequentemente associado ao significado “terra húmida”. Assim, pode-se deduzir que os antigos habitantes das Terras da Maia reconheciam a vasta rede hidrográfica da região, tal como se pode verificar atualmente. Esta suposição é também suportada no gentílico Uliaincae, (relativo ao topónimo Uliainca, muito provavelmente referente ao Castro de Alvarelhos, ou ao Castêlo da Maia com menor probabilidade), visto que o radical indo-europeu uli- acumula também significado semelhante.
Madea deveria ser na realidade o fonema original, tendo sofrido a seguinte evolução fonética: Madea > Madia > Maia. A forma “Amaia” e equivalentes, ponto de partida de outra teoria, pode ser facilmente justificável pelas frequentes confusões com o artigo definido “a”, pelo que a expressão “a Maia” (com o “a” acrescentado pelo povo em associação a uma entidade feminina) era por vezes substituída por “Amaia”.
As freguesias de Moreira e Nogueira podem também ser referidas por Moreira da Maia e Nogueira da Maia de forma a identificar mais claramente a sua localização. Na realidade, todas as (antigas e atuais) freguesias do concelho, à exceção de Gemunde, Gondim, Gueifães, São Pedro Fins, Vila Nova da Telha, Sta. Maria de Avioso e S. Pedro de Avioso, possuem localidades homónimas em Portugal ou Espanha, mas distingue-se mais recorrente mente os dois casos inicialmente referidos. Os habitantes da Maia e de concelhos limítrofes muito raramente se referem à toponímia extensa destas freguesias, visto que as ditas localidades homónimas não são nomeadamente próximas da Maia.
Existe no concelho da Maia um fenómeno fonético original, o topónimo da vila do Castêlo da Maia. Atualmente é aceite também a grafia “Castelo da Maia”, mas o “e” permanece como uma vogal anterior semifechada não-arredondada, como se lê em “mesa”. Nenhum maiato, nem mesmo parte dos habitantes de concelhos limítrofes, seria capaz de se enganar quanto à sua fonética, mas o erro é evidentemente recorrente para quem não se encontra familiarizado, particularmente desde que a grafia alternativa se encontra mais em voga.
Tal como para a palavra castelo, o topónimo Castêlo provém da evolução fonológica de castro, mas, em vez de se abrir, a vogal “e” foi-se fechando progressivamente. Em 1048, este pequeno castro no topo do Monte de Sto. Ovidio era chamado Castro Avenoso (Avenoso evoluiu depois para Avioso). No século XVI, terá passado a designar-se como Castrelejo, diminutivo de castro. Posteriormente, terá derivado para Castrelo, e de seguida para Castello no final do século XIX (com a grafia alternativa Castëdo), como se lê em castelhano (kasˈteʎo), com o “e” uma vogal anterior média não-arredondada.
Esta vogal fechou-se ainda mais até dar origem à forma atual, como uma vogal anterior semifechada não-arredondada. Em suma, observou-se o seguinte processo evolutivo: Castro > Castrelejo > Castrelo > Castello > Castêlo.
Na lei em Diário da República que decreta a elevação desta povoação ao estatuto de vila (1986), é utilizada a grafia “Castelo da Maia”, assim como para o centro de saúde da vila. No entanto, na lei em Diário da República que estipula a reforma administrativa de 2013, é utilizada a grafia “Castêlo da Maia”. Foi assim adotada esta como a grafia oficial para fins administrativos, de forma que no brasão consta a grafia “Castêlo da Maia”, bem como em anúncios em Diário da República, nos boletins informativos e plataformas informáticas de comunicação com a população a cargo da junta de freguesia. Além disso, também outras instituições (como o Castêlo da Maia Ginásio Clube e o Agrupamento de Escolas do Castêlo da Maia) utilizam essa grafia, sendo portanto considerada esta mais aceite.
Apesar de poder também ser referida apenas por Castelo, esta freguesia/vila é muito mais frequentemente referida pela forma extensa, ao contrário das freguesias acima referidas.

## História

### Pré-História
O território atualmente correspondente ao município da Maia é já habitado desde a Pré-História. Foram encontrados inúmeros vestígios pré-históricos, como arte rupestre, com especial destaque para a Pedra Partida de Ardegães, mamoas, várias peças de cerâmica, arpões e pontas de seta do períodos Calcolítico (particularmente do Neocalcolítico), da Idade do Bronze e da Idade do Ferro.
A Pedra Partida de Ardegães constitui um dos indícios mais notáveis da ocupação pré-histórica das Terras da Maia. Este testemunho, um bloco granítico de 3,5 toneladas, foi descoberto na década de 1930 num terreno privado no lugar de Ardegães, freguesia de Águas Santas. Terá cerca de 5000 anos (Idade do Bronze) e destaca-se pela quantidade de motivos geométricos, constituindo um excelente exemplar de arte megalítica da Europa atlântica. A Pedra deve o seu nome ao facto de ter sido possivelmente danificada por maquinaria pesada durante o processo de desmatamento que conduziu à sua descoberta. Encontrava-se à guarda da Faculdade de Ciências da Universidade do Porto até 2001, data de abertura do Museu de História e Etnologia da Terra da Maia, onde se encontra atualmente em exposição permanente.

### Romanização
Os romanos terão sido atraídos para este território devido à riqueza dos seus solos e à abundância de recursos. Foram encontradas várias necrópoles, bem como peças de cerâmica, mós, vestígios de calçada romana e marcos miliares, originalmente localizados ao longo da secção da via romana Bracara-Cale (Braga-Porto) que atravessava a Maia. Neste museu, repousa também a Inscrição de Alvarelhos, uma inscrição funerária importante para o estudo das origens das gentes maiatas. Foi encontrada em Alvarelhos, em agosto de 1972, deslocada do seu contexto arqueológico original.

### Idade Média
Os Mendes da Maia, radicados na região, constituíram uma família que teve grande influência política e militar na Idade Média, acompanhando desde o início o processo de formação de Portugal.
|                                                        |                                                        |                                                        |                                                        |                                                        |                                                        |  |  | Ramiro II de Leão                          | Ramiro II de Leão                          | Ramiro II de Leão                          | Ramiro II de Leão                          | Ramiro II de Leão                          | Ramiro II de Leão                          |  |  | Onega                                                 | Onega                                                 | Onega                                                 | Onega                                                 | Onega                                                 | Onega                                                 |  |  |                                            |                                            |                                            |                                            |                                            |                                            |                          |                          |                          |                          |  |  |                                                     |                                                     |                                                     |                                                     |                                                     |                                                     |  |  |                                             |                                             |                                             |                                             |                                             |                                             |  |  |
|                                                        |                                                        |                                                        |                                                        |                                                        |                                                        |  |  | Ramiro II de Leão                          | Ramiro II de Leão                          | Ramiro II de Leão                          | Ramiro II de Leão                          | Ramiro II de Leão                          | Ramiro II de Leão                          |  |  | Onega                                                 | Onega                                                 | Onega                                                 | Onega                                                 | Onega                                                 | Onega                                                 |  |  |                                            |                                            |                                            |                                            |                                            |                                            |                          |                          |                          |                          |  |  |                                                     |                                                     |                                                     |                                                     |                                                     |                                                     |  |  |                                             |                                             |                                             |                                             |                                             |                                             |  |  |
|                                                        |                                                        |                                                        |                                                        |                                                        |                                                        |  |  |                                            |                                            |                                            |                                            |                                            |                                            |  |  |                                                       |                                                       |                                                       |                                                       |                                                       |                                                       |  |  |                                            |                                            |                                            |                                            |                                            |                                            |                          |                          |                          |                          |  |  |                                                     |                                                     |                                                     |                                                     |                                                     |                                                     |  |  |                                             |                                             |                                             |                                             |                                             |                                             |  |  |
|                                                        |                                                        |                                                        |                                                        |                                                        |                                                        |  |  |                                            |                                            |                                            |                                            |                                            |                                            |  |  |                                                       |                                                       |                                                       |                                                       |                                                       |                                                       |  |  |                                            |                                            |                                            |                                            |                                            |                                            |                          |                          |                          |                          |  |  |                                                     |                                                     |                                                     |                                                     |                                                     |                                                     |  |  |                                             |                                             |                                             |                                             |                                             |                                             |  |  |
|                                                        |                                                        |                                                        |                                                        |                                                        |                                                        |  |  | Lovesendo Ramires, infante de Leão         | Lovesendo Ramires, infante de Leão         | Lovesendo Ramires, infante de Leão         | Lovesendo Ramires, infante de Leão         | Lovesendo Ramires, infante de Leão         | Lovesendo Ramires, infante de Leão         |  |  | Zaira ibne Zaida (descendente de Abdalá I de Córdova) | Zaira ibne Zaida (descendente de Abdalá I de Córdova) | Zaira ibne Zaida (descendente de Abdalá I de Córdova) | Zaira ibne Zaida (descendente de Abdalá I de Córdova) | Zaira ibne Zaida (descendente de Abdalá I de Córdova) | Zaira ibne Zaida (descendente de Abdalá I de Córdova) |  |  |                                            |                                            |                                            |                                            |                                            |                                            |                          |                          |                          |                          |  |  |                                                     |                                                     |                                                     |                                                     |                                                     |                                                     |  |  |                                             |                                             |                                             |                                             |                                             |                                             |  |  |
|                                                        |                                                        |                                                        |                                                        |                                                        |                                                        |  |  | Lovesendo Ramires, infante de Leão         | Lovesendo Ramires, infante de Leão         | Lovesendo Ramires, infante de Leão         | Lovesendo Ramires, infante de Leão         | Lovesendo Ramires, infante de Leão         | Lovesendo Ramires, infante de Leão         |  |  | Zaira ibne Zaida (descendente de Abdalá I de Córdova) | Zaira ibne Zaida (descendente de Abdalá I de Córdova) | Zaira ibne Zaida (descendente de Abdalá I de Córdova) | Zaira ibne Zaida (descendente de Abdalá I de Córdova) | Zaira ibne Zaida (descendente de Abdalá I de Córdova) | Zaira ibne Zaida (descendente de Abdalá I de Córdova) |  |  |                                            |                                            |                                            |                                            |                                            |                                            |                          |                          |                          |                          |  |  |                                                     |                                                     |                                                     |                                                     |                                                     |                                                     |  |  |                                             |                                             |                                             |                                             |                                             |                                             |  |  |
|                                                        |                                                        |                                                        |                                                        |                                                        |                                                        |  |  |                                            |                                            |                                            |                                            |                                            |                                            |  |  |                                                       |                                                       |                                                       |                                                       |                                                       |                                                       |  |  |                                            |                                            |                                            |                                            |                                            |                                            |                          |                          |                          |                          |  |  |                                                     |                                                     |                                                     |                                                     |                                                     |                                                     |  |  |                                             |                                             |                                             |                                             |                                             |                                             |  |  |
|                                                        |                                                        |                                                        |                                                        |                                                        |                                                        |  |  |                                            |                                            |                                            |                                            |                                            |                                            |  |  |                                                       |                                                       |                                                       |                                                       |                                                       |                                                       |  |  |                                            |                                            |                                            |                                            |                                            |                                            |                          |                          |                          |                          |  |  |                                                     |                                                     |                                                     |                                                     |                                                     |                                                     |  |  |                                             |                                             |                                             |                                             |                                             |                                             |  |  |
|                                                        |                                                        |                                                        |                                                        |                                                        |                                                        |  |  | Abu-Nazr Lovesendes, Senhor da Maia        | Abu-Nazr Lovesendes, Senhor da Maia        | Abu-Nazr Lovesendes, Senhor da Maia        | Abu-Nazr Lovesendes, Senhor da Maia        | Abu-Nazr Lovesendes, Senhor da Maia        | Abu-Nazr Lovesendes, Senhor da Maia        |  |  | Unisco Godinhez (filha de D. Godinho das Astúrias)    | Unisco Godinhez (filha de D. Godinho das Astúrias)    | Unisco Godinhez (filha de D. Godinho das Astúrias)    | Unisco Godinhez (filha de D. Godinho das Astúrias)    | Unisco Godinhez (filha de D. Godinho das Astúrias)    | Unisco Godinhez (filha de D. Godinho das Astúrias)    |  |  |                                            |                                            |                                            |                                            |                                            |                                            |                          |                          |                          |                          |  |  |                                                     |                                                     |                                                     |                                                     |                                                     |                                                     |  |  |                                             |                                             |                                             |                                             |                                             |                                             |  |  |
|                                                        |                                                        |                                                        |                                                        |                                                        |                                                        |  |  | Abu-Nazr Lovesendes, Senhor da Maia        | Abu-Nazr Lovesendes, Senhor da Maia        | Abu-Nazr Lovesendes, Senhor da Maia        | Abu-Nazr Lovesendes, Senhor da Maia        | Abu-Nazr Lovesendes, Senhor da Maia        | Abu-Nazr Lovesendes, Senhor da Maia        |  |  | Unisco Godinhez (filha de D. Godinho das Astúrias)    | Unisco Godinhez (filha de D. Godinho das Astúrias)    | Unisco Godinhez (filha de D. Godinho das Astúrias)    | Unisco Godinhez (filha de D. Godinho das Astúrias)    | Unisco Godinhez (filha de D. Godinho das Astúrias)    | Unisco Godinhez (filha de D. Godinho das Astúrias)    |  |  |                                            |                                            |                                            |                                            |                                            |                                            |                          |                          |                          |                          |  |  |                                                     |                                                     |                                                     |                                                     |                                                     |                                                     |  |  |                                             |                                             |                                             |                                             |                                             |                                             |  |  |
|                                                        |                                                        |                                                        |                                                        |                                                        |                                                        |  |  |                                            |                                            |                                            |                                            |                                            |                                            |  |  |                                                       |                                                       |                                                       |                                                       |                                                       |                                                       |  |  |                                            |                                            |                                            |                                            |                                            |                                            |                          |                          |                          |                          |  |  |                                                     |                                                     |                                                     |                                                     |                                                     |                                                     |  |  |                                             |                                             |                                             |                                             |                                             |                                             |  |  |
|                                                        |                                                        |                                                        |                                                        |                                                        |                                                        |  |  |                                            |                                            |                                            |                                            |                                            |                                            |  |  |                                                       |                                                       |                                                       |                                                       |                                                       |                                                       |  |  |                                            |                                            |                                            |                                            |                                            |                                            |                          |                          |                          |                          |  |  |                                                     |                                                     |                                                     |                                                     |                                                     |                                                     |  |  |                                             |                                             |                                             |                                             |                                             |                                             |  |  |
|                                                        |                                                        |                                                        |                                                        |                                                        |                                                        |  |  | Trastamiro Aboazar, 1º Senhor da Maia      | Trastamiro Aboazar, 1º Senhor da Maia      | Trastamiro Aboazar, 1º Senhor da Maia      | Trastamiro Aboazar, 1º Senhor da Maia      | Trastamiro Aboazar, 1º Senhor da Maia      | Trastamiro Aboazar, 1º Senhor da Maia      |  |  | Dordia Soares                                         | Dordia Soares                                         | Dordia Soares                                         | Dordia Soares                                         | Dordia Soares                                         | Dordia Soares                                         |  |  |                                            |                                            |                                            |                                            | Mor "Gontrodo" Rodrigues                   | Mor "Gontrodo" Rodrigues                   | Mor "Gontrodo" Rodrigues | Mor "Gontrodo" Rodrigues | Mor "Gontrodo" Rodrigues | Mor "Gontrodo" Rodrigues |  |  | Pedro Froilaz de Trava, aio de Raimundo de Borgonha | Pedro Froilaz de Trava, aio de Raimundo de Borgonha | Pedro Froilaz de Trava, aio de Raimundo de Borgonha | Pedro Froilaz de Trava, aio de Raimundo de Borgonha | Pedro Froilaz de Trava, aio de Raimundo de Borgonha | Pedro Froilaz de Trava, aio de Raimundo de Borgonha |  |  | Urraca Froilaz                              | Urraca Froilaz                              | Urraca Froilaz                              | Urraca Froilaz                              | Urraca Froilaz                              | Urraca Froilaz                              |  |  |
|                                                        |                                                        |                                                        |                                                        |                                                        |                                                        |  |  | Trastamiro Aboazar, 1º Senhor da Maia      | Trastamiro Aboazar, 1º Senhor da Maia      | Trastamiro Aboazar, 1º Senhor da Maia      | Trastamiro Aboazar, 1º Senhor da Maia      | Trastamiro Aboazar, 1º Senhor da Maia      | Trastamiro Aboazar, 1º Senhor da Maia      |  |  | Dordia Soares                                         | Dordia Soares                                         | Dordia Soares                                         | Dordia Soares                                         | Dordia Soares                                         | Dordia Soares                                         |  |  |                                            |                                            |                                            |                                            | Mor "Gontrodo" Rodrigues                   | Mor "Gontrodo" Rodrigues                   | Mor "Gontrodo" Rodrigues | Mor "Gontrodo" Rodrigues | Mor "Gontrodo" Rodrigues | Mor "Gontrodo" Rodrigues |  |  | Pedro Froilaz de Trava, aio de Raimundo de Borgonha | Pedro Froilaz de Trava, aio de Raimundo de Borgonha | Pedro Froilaz de Trava, aio de Raimundo de Borgonha | Pedro Froilaz de Trava, aio de Raimundo de Borgonha | Pedro Froilaz de Trava, aio de Raimundo de Borgonha | Pedro Froilaz de Trava, aio de Raimundo de Borgonha |  |  | Urraca Froilaz                              | Urraca Froilaz                              | Urraca Froilaz                              | Urraca Froilaz                              | Urraca Froilaz                              | Urraca Froilaz                              |  |  |
|                                                        |                                                        |                                                        |                                                        |                                                        |                                                        |  |  |                                            |                                            |                                            |                                            |                                            |                                            |  |  |                                                       |                                                       |                                                       |                                                       |                                                       |                                                       |  |  |                                            |                                            |                                            |                                            |                                            |                                            |                          |                          |                          |                          |  |  |                                                     |                                                     |                                                     |                                                     |                                                     |                                                     |  |  |                                             |                                             |                                             |                                             |                                             |                                             |  |  |
|                                                        |                                                        |                                                        |                                                        |                                                        |                                                        |  |  |                                            |                                            |                                            |                                            |                                            |                                            |  |  |                                                       |                                                       |                                                       |                                                       |                                                       |                                                       |  |  |                                            |                                            |                                            |                                            |                                            |                                            |                          |                          |                          |                          |  |  |                                                     |                                                     |                                                     |                                                     |                                                     |                                                     |  |  |                                             |                                             |                                             |                                             |                                             |                                             |  |  |
|                                                        |                                                        |                                                        |                                                        |                                                        |                                                        |  |  | Gonçalo Trastamires, 2º Senhor da Maia     | Gonçalo Trastamires, 2º Senhor da Maia     | Gonçalo Trastamires, 2º Senhor da Maia     | Gonçalo Trastamires, 2º Senhor da Maia     | Gonçalo Trastamires, 2º Senhor da Maia     | Gonçalo Trastamires, 2º Senhor da Maia     |  |  | Unisco Sesnandes                                      | Unisco Sesnandes                                      | Unisco Sesnandes                                      | Unisco Sesnandes                                      | Unisco Sesnandes                                      | Unisco Sesnandes                                      |  |  |                                            |                                            |                                            |                                            | Gomes Nunes de Pombeiro                    | Gomes Nunes de Pombeiro                    | Gomes Nunes de Pombeiro  | Gomes Nunes de Pombeiro  | Gomes Nunes de Pombeiro  | Gomes Nunes de Pombeiro  |  |  | Elvira Peres de Trava                               | Elvira Peres de Trava                               | Elvira Peres de Trava                               | Elvira Peres de Trava                               | Elvira Peres de Trava                               | Elvira Peres de Trava                               |  |  | Fernão Peres de Trava (amante de D. Teresa) | Fernão Peres de Trava (amante de D. Teresa) | Fernão Peres de Trava (amante de D. Teresa) | Fernão Peres de Trava (amante de D. Teresa) | Fernão Peres de Trava (amante de D. Teresa) | Fernão Peres de Trava (amante de D. Teresa) |  |  |
|                                                        |                                                        |                                                        |                                                        |                                                        |                                                        |  |  | Gonçalo Trastamires, 2º Senhor da Maia     | Gonçalo Trastamires, 2º Senhor da Maia     | Gonçalo Trastamires, 2º Senhor da Maia     | Gonçalo Trastamires, 2º Senhor da Maia     | Gonçalo Trastamires, 2º Senhor da Maia     | Gonçalo Trastamires, 2º Senhor da Maia     |  |  | Unisco Sesnandes                                      | Unisco Sesnandes                                      | Unisco Sesnandes                                      | Unisco Sesnandes                                      | Unisco Sesnandes                                      | Unisco Sesnandes                                      |  |  |                                            |                                            |                                            |                                            | Gomes Nunes de Pombeiro                    | Gomes Nunes de Pombeiro                    | Gomes Nunes de Pombeiro  | Gomes Nunes de Pombeiro  | Gomes Nunes de Pombeiro  | Gomes Nunes de Pombeiro  |  |  | Elvira Peres de Trava                               | Elvira Peres de Trava                               | Elvira Peres de Trava                               | Elvira Peres de Trava                               | Elvira Peres de Trava                               | Elvira Peres de Trava                               |  |  | Fernão Peres de Trava (amante de D. Teresa) | Fernão Peres de Trava (amante de D. Teresa) | Fernão Peres de Trava (amante de D. Teresa) | Fernão Peres de Trava (amante de D. Teresa) | Fernão Peres de Trava (amante de D. Teresa) | Fernão Peres de Trava (amante de D. Teresa) |  |  |
|                                                        |                                                        |                                                        |                                                        |                                                        |                                                        |  |  |                                            |                                            |                                            |                                            |                                            |                                            |  |  |                                                       |                                                       |                                                       |                                                       |                                                       |                                                       |  |  |                                            |                                            |                                            |                                            |                                            |                                            |                          |                          |                          |                          |  |  |                                                     |                                                     |                                                     |                                                     |                                                     |                                                     |  |  |                                             |                                             |                                             |                                             |                                             |                                             |  |  |
|                                                        |                                                        |                                                        |                                                        |                                                        |                                                        |  |  |                                            |                                            |                                            |                                            |                                            |                                            |  |  |                                                       |                                                       |                                                       |                                                       |                                                       |                                                       |  |  |                                            |                                            |                                            |                                            |                                            |                                            |                          |                          |                          |                          |  |  |                                                     |                                                     |                                                     |                                                     |                                                     |                                                     |  |  |                                             |                                             |                                             |                                             |                                             |                                             |  |  |
|                                                        |                                                        |                                                        |                                                        |                                                        |                                                        |  |  | Mendo Gonçalves da Maia, 3º Senhor da Maia | Mendo Gonçalves da Maia, 3º Senhor da Maia | Mendo Gonçalves da Maia, 3º Senhor da Maia | Mendo Gonçalves da Maia, 3º Senhor da Maia | Mendo Gonçalves da Maia, 3º Senhor da Maia | Mendo Gonçalves da Maia, 3º Senhor da Maia |  |  | Leodegúndia Soares Tainha                             | Leodegúndia Soares Tainha                             | Leodegúndia Soares Tainha                             | Leodegúndia Soares Tainha                             | Leodegúndia Soares Tainha                             | Leodegúndia Soares Tainha                             |  |  |                                            |                                            |                                            |                                            |                                            |                                            |                          |                          |                          |                          |  |  |                                                     |                                                     |                                                     |                                                     |                                                     |                                                     |  |  |                                             |                                             |                                             |                                             |                                             |                                             |  |  |
|                                                        |                                                        |                                                        |                                                        |                                                        |                                                        |  |  | Mendo Gonçalves da Maia, 3º Senhor da Maia | Mendo Gonçalves da Maia, 3º Senhor da Maia | Mendo Gonçalves da Maia, 3º Senhor da Maia | Mendo Gonçalves da Maia, 3º Senhor da Maia | Mendo Gonçalves da Maia, 3º Senhor da Maia | Mendo Gonçalves da Maia, 3º Senhor da Maia |  |  | Leodegúndia Soares Tainha                             | Leodegúndia Soares Tainha                             | Leodegúndia Soares Tainha                             | Leodegúndia Soares Tainha                             | Leodegúndia Soares Tainha                             | Leodegúndia Soares Tainha                             |  |  |                                            |                                            |                                            |                                            |                                            |                                            |                          |                          |                          |                          |  |  |                                                     |                                                     |                                                     |                                                     |                                                     |                                                     |  |  |                                             |                                             |                                             |                                             |                                             |                                             |  |  |
|                                                        |                                                        |                                                        |                                                        |                                                        |                                                        |  |  |                                            |                                            |                                            |                                            |                                            |                                            |  |  |                                                       |                                                       |                                                       |                                                       |                                                       |                                                       |  |  |                                            |                                            |                                            |                                            |                                            |                                            |                          |                          |                          |                          |  |  |                                                     |                                                     |                                                     |                                                     |                                                     |                                                     |  |  |                                             |                                             |                                             |                                             |                                             |                                             |  |  |
|                                                        |                                                        |                                                        |                                                        |                                                        |                                                        |  |  |                                            |                                            |                                            |                                            |                                            |                                            |  |  |                                                       |                                                       |                                                       |                                                       |                                                       |                                                       |  |  |                                            |                                            |                                            |                                            |                                            |                                            |                          |                          |                          |                          |  |  |                                                     |                                                     |                                                     |                                                     |                                                     |                                                     |  |  |                                             |                                             |                                             |                                             |                                             |                                             |  |  |
| Soeiro Mendes da Maia, auxiliar de D. Henrique         | Soeiro Mendes da Maia, auxiliar de D. Henrique         | Soeiro Mendes da Maia, auxiliar de D. Henrique         | Soeiro Mendes da Maia, auxiliar de D. Henrique         | Soeiro Mendes da Maia, auxiliar de D. Henrique         | Soeiro Mendes da Maia, auxiliar de D. Henrique         |  |  | Gontrode Moniz                             | Gontrode Moniz                             | Gontrode Moniz                             | Gontrode Moniz                             | Gontrode Moniz                             | Gontrode Moniz                             |  |  | Gonçalo Mendes da Maia, "O Lidador"                   | Gonçalo Mendes da Maia, "O Lidador"                   | Gonçalo Mendes da Maia, "O Lidador"                   | Gonçalo Mendes da Maia, "O Lidador"                   | Gonçalo Mendes da Maia, "O Lidador"                   | Gonçalo Mendes da Maia, "O Lidador"                   |  |  | D. Paio Mendes da Maia, arcebispo de Braga | D. Paio Mendes da Maia, arcebispo de Braga | D. Paio Mendes da Maia, arcebispo de Braga | D. Paio Mendes da Maia, arcebispo de Braga | D. Paio Mendes da Maia, arcebispo de Braga | D. Paio Mendes da Maia, arcebispo de Braga |                          |                          |                          |                          |  |  |                                                     |                                                     |                                                     |                                                     |                                                     |                                                     |  |  |                                             |                                             |                                             |                                             |                                             |                                             |  |  |
| Soeiro Mendes da Maia, auxiliar de D. Henrique         | Soeiro Mendes da Maia, auxiliar de D. Henrique         | Soeiro Mendes da Maia, auxiliar de D. Henrique         | Soeiro Mendes da Maia, auxiliar de D. Henrique         | Soeiro Mendes da Maia, auxiliar de D. Henrique         | Soeiro Mendes da Maia, auxiliar de D. Henrique         |  |  | Gontrode Moniz                             | Gontrode Moniz                             | Gontrode Moniz                             | Gontrode Moniz                             | Gontrode Moniz                             | Gontrode Moniz                             |  |  | Gonçalo Mendes da Maia, "O Lidador"                   | Gonçalo Mendes da Maia, "O Lidador"                   | Gonçalo Mendes da Maia, "O Lidador"                   | Gonçalo Mendes da Maia, "O Lidador"                   | Gonçalo Mendes da Maia, "O Lidador"                   | Gonçalo Mendes da Maia, "O Lidador"                   |  |  | D. Paio Mendes da Maia, arcebispo de Braga | D. Paio Mendes da Maia, arcebispo de Braga | D. Paio Mendes da Maia, arcebispo de Braga | D. Paio Mendes da Maia, arcebispo de Braga | D. Paio Mendes da Maia, arcebispo de Braga | D. Paio Mendes da Maia, arcebispo de Braga |                          |                          |                          |                          |  |  |                                                     |                                                     |                                                     |                                                     |                                                     |                                                     |  |  |                                             |                                             |                                             |                                             |                                             |                                             |  |  |
|                                                        |                                                        |                                                        |                                                        |                                                        |                                                        |  |  |                                            |                                            |                                            |                                            |                                            |                                            |  |  |                                                       |                                                       |                                                       |                                                       |                                                       |                                                       |  |  |                                            |                                            |                                            |                                            |                                            |                                            |                          |                          |                          |                          |  |  |                                                     |                                                     |                                                     |                                                     |                                                     |                                                     |  |  |                                             |                                             |                                             |                                             |                                             |                                             |  |  |
|                                                        |                                                        |                                                        |                                                        |                                                        |                                                        |  |  |                                            |                                            |                                            |                                            |                                            |                                            |  |  |                                                       |                                                       |                                                       |                                                       |                                                       |                                                       |  |  |                                            |                                            |                                            |                                            |                                            |                                            |                          |                          |                          |                          |  |  |                                                     |                                                     |                                                     |                                                     |                                                     |                                                     |  |  |                                             |                                             |                                             |                                             |                                             |                                             |  |  |
| Paio Soares da Maia, Alferes de D. Teresa              | Paio Soares da Maia, Alferes de D. Teresa              | Paio Soares da Maia, Alferes de D. Teresa              | Paio Soares da Maia, Alferes de D. Teresa              | Paio Soares da Maia, Alferes de D. Teresa              | Paio Soares da Maia, Alferes de D. Teresa              |  |  | Chamôa Gomes                               | Chamôa Gomes                               | Chamôa Gomes                               | Chamôa Gomes                               | Chamôa Gomes                               | Chamôa Gomes                               |  |  |                                                       |                                                       |                                                       |                                                       |                                                       |                                                       |  |  |                                            |                                            |                                            |                                            |                                            |                                            |                          |                          |                          |                          |  |  |                                                     |                                                     |                                                     |                                                     |                                                     |                                                     |  |  |                                             |                                             |                                             |                                             |                                             |                                             |  |  |
| Paio Soares da Maia, Alferes de D. Teresa              | Paio Soares da Maia, Alferes de D. Teresa              | Paio Soares da Maia, Alferes de D. Teresa              | Paio Soares da Maia, Alferes de D. Teresa              | Paio Soares da Maia, Alferes de D. Teresa              | Paio Soares da Maia, Alferes de D. Teresa              |  |  | Chamôa Gomes                               | Chamôa Gomes                               | Chamôa Gomes                               | Chamôa Gomes                               | Chamôa Gomes                               | Chamôa Gomes                               |  |  |                                                       |                                                       |                                                       |                                                       |                                                       |                                                       |  |  |                                            |                                            |                                            |                                            |                                            |                                            |                          |                          |                          |                          |  |  |                                                     |                                                     |                                                     |                                                     |                                                     |                                                     |  |  |                                             |                                             |                                             |                                             |                                             |                                             |  |  |
|                                                        |                                                        |                                                        |                                                        |                                                        |                                                        |  |  |                                            |                                            |                                            |                                            |                                            |                                            |  |  |                                                       |                                                       |                                                       |                                                       |                                                       |                                                       |  |  |                                            |                                            |                                            |                                            |                                            |                                            |                          |                          |                          |                          |  |  |                                                     |                                                     |                                                     |                                                     |                                                     |                                                     |  |  |                                             |                                             |                                             |                                             |                                             |                                             |  |  |
|                                                        |                                                        |                                                        |                                                        |                                                        |                                                        |  |  |                                            |                                            |                                            |                                            |                                            |                                            |  |  |                                                       |                                                       |                                                       |                                                       |                                                       |                                                       |  |  |                                            |                                            |                                            |                                            |                                            |                                            |                          |                          |                          |                          |  |  |                                                     |                                                     |                                                     |                                                     |                                                     |                                                     |  |  |                                             |                                             |                                             |                                             |                                             |                                             |  |  |
| Pedro Pais da Maia, Alferes-mor de D. Afonso Henriques | Pedro Pais da Maia, Alferes-mor de D. Afonso Henriques | Pedro Pais da Maia, Alferes-mor de D. Afonso Henriques | Pedro Pais da Maia, Alferes-mor de D. Afonso Henriques | Pedro Pais da Maia, Alferes-mor de D. Afonso Henriques | Pedro Pais da Maia, Alferes-mor de D. Afonso Henriques |  |  | Elvira Viegas (filha de Egas Moniz, o Aio) | Elvira Viegas (filha de Egas Moniz, o Aio) | Elvira Viegas (filha de Egas Moniz, o Aio) | Elvira Viegas (filha de Egas Moniz, o Aio) | Elvira Viegas (filha de Egas Moniz, o Aio) | Elvira Viegas (filha de Egas Moniz, o Aio) |  |  |                                                       |                                                       |                                                       |                                                       |                                                       |                                                       |  |  |                                            |                                            |                                            |                                            |                                            |                                            |                          |                          |                          |                          |  |  |                                                     |                                                     |                                                     |                                                     |                                                     |                                                     |  |  |                                             |                                             |                                             |                                             |                                             |                                             |  |  |
| Pedro Pais da Maia, Alferes-mor de D. Afonso Henriques | Pedro Pais da Maia, Alferes-mor de D. Afonso Henriques | Pedro Pais da Maia, Alferes-mor de D. Afonso Henriques | Pedro Pais da Maia, Alferes-mor de D. Afonso Henriques | Pedro Pais da Maia, Alferes-mor de D. Afonso Henriques | Pedro Pais da Maia, Alferes-mor de D. Afonso Henriques |  |  | Elvira Viegas (filha de Egas Moniz, o Aio) | Elvira Viegas (filha de Egas Moniz, o Aio) | Elvira Viegas (filha de Egas Moniz, o Aio) | Elvira Viegas (filha de Egas Moniz, o Aio) | Elvira Viegas (filha de Egas Moniz, o Aio) | Elvira Viegas (filha de Egas Moniz, o Aio) |  |  |                                                       |                                                       |                                                       |                                                       |                                                       |                                                       |  |  |                                            |                                            |                                            |                                            |                                            |                                            |                          |                          |                          |                          |  |  |                                                     |                                                     |                                                     |                                                     |                                                     |                                                     |  |  |                                             |                                             |                                             |                                             |                                             |                                             |  |  |

Abu-Nazr Lovesendes, neto de Ramiro II de Leão, é referido como o antepassado dos Mendes da Maia mais remotamente conhecido, sendo um dos primeiros senhores feudais da Maia. O seu filho, Trastamiro Aboazar, é oficialmente considerado o 1º Senhor da Maia. O descendente de Trastamiro, Gonçalo Trastamires, 2º Senhor da Maia, liderou o exército que conquistou Montemor aos mouros, em 1034, tendo sido morto em defesa do Castro de Avioso quatro anos depois, provavelmente no contexto das disputas dinásticas internas à monarquia leonesa. O seu filho, Mendo Gonçalves, 3º Senhor da Maia, é tido como "Um homem ilustre e de grande poder em todo o Portugal" e o filho deste, Soeiro Mendes, "o Bom", é citado como "O poderoso e mais famoso de todos os Portugueses”. Soeiro Mendes da Maia desempenhou o papel de governador das terras a Sul de Coimbra alguns anos antes conquistadas aos Mouros, possivelmente em nome do próprio Afonso VI de Leão e Castela, bem como o cargo de representante do Conde D. Henrique na sua ausência.
Os irmãos Soeiro Mendes da Maia, Gonçalo Mendes da Maia e D. Paio Mendes da Maia tiveram um papel marcante no processo de independência de Portugal. D. Afonso Henriques, enquanto jovem, ter-se-á mantido no convívio e na familiaridade dos Mendes da Maia. O facto de Paio Mendes da Maia ocupar o cargo de arcebispo de Braga a partir de 1118 constituía um passo importante na pressão sobre a regência de D. Teresa.
Em 27 de maio de 1128, foi assinado o documento em que D. Afonso Henriques concedia a D. Paio Mendes o direito a várias vilas e lugares, isenções e privilégios logo que obtivesse o governo de Portugal, aumentando o atrito entre o Infante e D. Teresa. Em 24 de junho desse ano, quase um mês depois, travou-se a histórica batalha de S. Mamede, de um lado o exército do Infante e do Arcebispo, comandados por Gonçalo Mendes da Maia, "O Lidador", e o exército de D. Teresa e o Conde Fernão de Trava. A vitória dos apoiantes de D. Afonso Henriques levou à expulsão de D. Teresa, à criação do Reino de Portugal e à coroação do Rei D. Afonso I.
Paio Soares da Maia, filho de Soeiro Mendes da Maia, foi Alcaide de Montemor e da Maia e Alferes de Teresa de Leão.
Em 1360, o rei D. Pedro I doou o senhorio da Azurara e o Julgado da Maia ao seu filho, Infante D. Dinis.
Por consequência do crescimento populacional da cidade do Porto, D. João I determinou em 1384 “que todos os moradores e povoadores dos ditos julgados daí por diante façam tudo o que lhes fôr ordenado pelos juizes, justiças e regedores da cidade, como de seu termo, sem embargo algum”, sendo extinto o Julgado da Maia, que é integrada no Têrmo do Porto, perdendo a sua autonomia administrativa e política, e passando a depender das decisões dos regentes do Porto.

### Idade Moderna

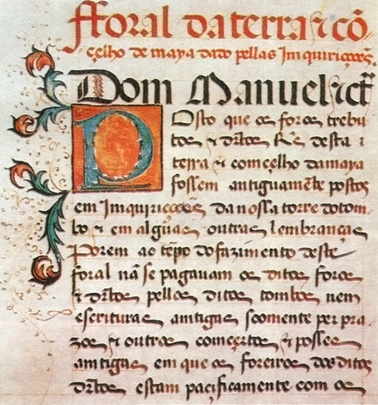
Foral do concelho da Maia, concedido por D. Manuel I em 1519.

Durante a Época dos Descobrimentos, grande parte das velas que equipavam as caravelas portuguesas foram tecidas por teares desta região.
Em 15 de Dezembro de 1519, o rei D. Manuel I concedeu foral ao Concelho da Maia, que previa o pagamento de rendas e foros aos donatários, bem como as formas de aplicação da justiça e das penas mais comuns. Por esta altura, o Concelho da Maia era constituído por 55 freguesias (recenseamento de 1527), e do início do século XVIII até 1836, era constituído por 44 freguesias e abarcava todo o território entre o Leça e o Ave e algumas zonas a sul do Leça, sendo limitada a Este pela Terra do Sousa.

### Idade Contemporânea
A Maia foi palco da 2ª Invasão Francesa como ponto de passagem para o exército de Napoleão Bonaparte, liderado pelo general Soult, em direção ao Porto.
Na Revolução Liberal do Porto de 24 de agosto de 1820, participaram, além de regimentos de infantaria e artilharia, milícias do Porto e da Maia.
Em 1832, D. Pedro I, primeiro Imperador do Brasil e Regente de Portugal em nome de D. Maria II, desembarcou com um exército de 7500 homens na Praia da Memória, freguesia de Mindelo, na altura pertencente ao Concelho da Maia, prosseguindo depois para Pedras Rubras, onde a maior parte das tropas acampou antes da marcha em direção ao Porto. A Maia foi, por isso, a primeira região em Portugal Continental que viu a bandeira liberal triunfar. Nos dois anos seguintes, o concelho da Maia assistiu de perto aos avanços e recuos das tropas liberais e absolutistas, tomando um lugar central na Guerra Civil Portuguesa.
Em 1836, no contexto da reforma administrativa de Mouzinho da Silveira, a Maia, apesar de ver reafirmada a sua autonomia por via da elevação ao estatuto duplo de concelho/comarca (concedido por Passos Manuel, natural de Guifões), foi “retalhada” entre os concelhos vizinhos (Porto, Matosinhos, Vila do Conde, Santo Tirso, Valongo, Gondomar), numa completa desconsideração às populações que partilhavam uma História e costumes comuns. O domínio da Maia fez-se sentir sobre esta região de tal forma que, atualmente, a freguesia de Macieira da Maia (Vila do Conde) ainda conserva a sua identidade originalmente maiata.
Ainda no mesmo século, outra situação mais dramática afetou a autonomia administrativa do que restava das Terras da Maia. Em 1838, a Comarca da Maia é extinta e o seu Julgado passa a integrar a Comarca do Porto. Em 1855, perde a freguesia de Malta para Vila do Conde, e dois anos depois, em 1857, perde o estatuto de concelho, ficando reduzida a 20 das suas anteriores 52 freguesias que foram não só aumentar concelhos já existentes como também dar origem a novos concelhos por si só. De acordo com os censos de 1 de janeiro de 1864, a Maia era então constituída pelas seguintes freguesias (toponímia como referido no documento): Águas Santas, Avelleda, Avioso - Santa Maria, Avioso - São Pedro, Barca, Barreiros, Folgosa, Gemunde, Gondim, Guilhabreu, Guinfães, Milheirós, Moreira, Mosteiró, Nogueira, São Pedro Fins, Silva-Escura, Vermoim, Villa Nova da Telha e Villar de Pinheiros. Apesar de Mosteiró constar nos censos de 1864 como freguesia do concelho da Maia, a sua transferência para Vila do Conde é datada da reforma administrativa de 1836. No seguimento deste processo, a Maia foi ainda reduzida em três freguesias: Guilhabreu (1870), Vilar do Pinheiro (1870) e Aveleda (1871) para Vila do Conde, em função de interesses políticos e, mais uma vez, em rotura com a integridade de uma identidade cultural, dando origem à Maia do século XX e início do século XXI.

### Século XX
Até 1902, a sede do concelho situava-se no Castêlo da Maia, no edifício que acolhe atualmente o Museu de História e Etnologia da Terra da Maia. Nesse ano, a povoação de Barreiros foi elevada à categoria de vila e passou a ser a sede do concelho. Em 1910, no contexto da Implantação da República, a Maia ficou sobre a administração do filósofo e político Leonardo Coimbra.
Em 1985, em sucessão da elaboração e entrega a um deputado da Assembleia da República do projecto de elevação a freguesia pela comissão de moradores de Pedrouços, e com aval da Assembleia de Freguesia de Águas Santas (23 de maio de 1985) e da Assembleia da República (9 de julho de 1985), foi formada a freguesia de Pedrouços por desagregação de Águas Santas, passando a constituir a 17.ª freguesia do município da Maia.
Em 23 de agosto de 1986, as povoações do Castêlo da Maia (freguesias de Barca, Gemunde, Gondim, Santa Maria de Avioso e São Pedro de Avioso) e Águas Santas (freguesia homónima) foram elevadas à categoria de vila, e a vila da Maia (freguesias da Maia, Vermoim e Gueifães) foi elevada à categoria de cidade, evento comemorado com a construção das Pirâmides da Maia.

## Freguesias

Freguesias do município da Maia, depois da Reorganização Administrativa de 2013

Antes da reforma administrativa de 2013, e desde a formação da freguesia de Pedrouços em 1985, o município da Maia era constituído por 17 freguesias: Águas Santas, Barca, Folgosa, Gemunde, Gondim, Gueifães, Maia, Milheirós, Moreira, Nogueira, Pedrouços, Santa Maria de Avioso, São Pedro de Avioso, São Pedro Fins, Silva Escura, Vermoim, Vila Nova da Telha.
Através dessa reforma, foram criadas as freguesias de:
- Cidade da Maia (por agregação de Gueifães, Maia e Vermoim).
- Castêlo da Maia (por agregação de Santa Maria de Avioso, São Pedro de Avioso, Gemunde, Barca e Gondim).
- Nogueira e Silva Escura (por agregação dessas freguesias extintas).

Assim, o município da Maia passou a ser constituído por 10 freguesias: 
- Águas Santas;
- Castêlo da Maia;
- Cidade da Maia;
- Folgosa;
- Milheirós;
- Moreira;
- Nogueira e Silva Escura;
- Pedrouços;
- São Pedro Fins;
- Vila Nova da Telha.[9]

## Geografia
O município da Maia é limitado a noroeste por Vila do Conde, a norte pela Trofa, a nordeste por Santo Tirso, a este por Valongo, a sudeste por Gondomar, a sul pelo Porto e a sudoeste por Matosinhos.

### Topografia
Por ser relativamente próxima à costa, a região da Maia possui reduzidas altitudes e poucos desníveis topográficos. Isto é comprovado pela sua adequação à construção de infraestruturas de aviação, como o Aeroporto Internacional Francisco Sá Carneiro, a 69m de altitude, e o Aeródromo de Vilar de Luz, a 220m de altitude.
As freguesias a nascente são consideradas mais acidentadas e de maior altitude, sendo as freguesias a poente mais aplanadas e com maior potencial agrícola e urbanístico. Não se relatam grandes acidentes geológicos; em vez disso, alguns desníveis topográficos ou locais reconhecidos como pontos elevados, incluindo-se entre os quais:
- Monte de São Miguel-O-Anjo (S. Pedro Fins): o ponto mais alto da Maia, atingindo 255 metros acima do nível do mar. Possui uma capela dedicada ao mesmo anjo.
- Monte de Santo Ovídio (Sta. Maria de Avioso/Castêlo da Maia): neste monte, que atinge os 108 metros, existia o Castro de Avioso, hoje conhecido como Castêlo da Maia. Constitui, naturalmente, o centro sociocultural desta povoação. Possui uma capela dedicada ao mesmo santo. Neste monte, ocorrem no último domingo de agosto as festas  a Santo Ovídio.
- Monte do Senhor da Agonia (Sta. Maria de Avioso/Castêlo da Maia): uma pequena elevação a cerca de 150 metros de altitude, no centro da povoação de Ferreiró. Possui uma capela dedicada a Jesus Cristo. Neste monte, ocorre no 1.º domingo de setembro a Festa do Senhor da Agonia.
- Entre outros...

### Clima
O clima classifica-se como Csb de acordo com o sistema de classificação climática de Köppen-Geiger, identificado como clima mediterrâneo, promovido pela proximidade ao oceano e à ausência de obstáculos à circulação dos ventos marítimos. As temperaturas variam entre os 14 e os 23 °C no verão e entre os 6 e os 13 °C no inverno, com precipitação máxima de 166mm em dezembro e mínima de 15mm em julho, sendo a precipitação anual acumulada de 1212mm. Os extremos absolutos de temperatura prevista situam-se nos -3 °C e nos 35 °C, e as direções predominantes de vento são ENE e W.
| Dados climatológicos para a Maia, Portugal                                                                                             | Dados climatológicos para a Maia, Portugal | Dados climatológicos para a Maia, Portugal | Dados climatológicos para a Maia, Portugal | Dados climatológicos para a Maia, Portugal | Dados climatológicos para a Maia, Portugal | Dados climatológicos para a Maia, Portugal | Dados climatológicos para a Maia, Portugal | Dados climatológicos para a Maia, Portugal | Dados climatológicos para a Maia, Portugal | Dados climatológicos para a Maia, Portugal | Dados climatológicos para a Maia, Portugal | Dados climatológicos para a Maia, Portugal | Dados climatológicos para a Maia, Portugal |
| Mês | Jan                                        | Fev                                        | Mar                                        | Abr                                        | Mai                                        | Jun                                        | Jul                                        | Ago                                        | Set                                        | Out                                        | Nov                                        | Dez                                        | Ano                                        |
| --- | ------------------------------------------ | ------------------------------------------ | ------------------------------------------ | ------------------------------------------ | ------------------------------------------ | ------------------------------------------ | ------------------------------------------ | ------------------------------------------ | ------------------------------------------ | ------------------------------------------ | ------------------------------------------ | ------------------------------------------ | ------------------------------------------ |
| Temperatura máxima recorde (°C) | 22,2                                       | 22,2                                       | 25,0                                       | 27,2                                       | 32,2                                       | 33,9                                       | 34,4                                       | 34,4                                       | 34,4                                       | 31,1                                       | 26,1                                       | 24,4                                       | 34,4                                       |
| Temperatura máxima média (°C) | 13,3                                       | 13,9                                       | 15,6                                       | 16,7                                       | 18,3                                       | 21,7                                       | 23,3                                       | 23,3                                       | 22,8                                       | 19,4                                       | 16,7                                       | 14,4                                       | 18,3                                       |
| Temperatura média (°C) | 10,0                                       | 10,6                                       | 11,7                                       | 12,8                                       | 14,4                                       | 17,8                                       | 19,4                                       | 18,9                                       | 18,3                                       | 15,6                                       | 12,8                                       | 11,1                                       | 14,4                                       |
| Temperatura mínima média (°C) | 6,1                                        | 7,2                                        | 7,2                                        | 8,9                                        | 10,6                                       | 13,3                                       | 14,4                                       | 14,4                                       | 13,9                                       | 11,7                                       | 8,9                                        | 7,2                                        | 10,3                                       |
| Temperatura mínima recorde (°C) | −2,8                                       | −2,8                                       | 0,0                                        | 1,1                                        | 2,8                                        | 6,1                                        | 8,9                                        | 7,2                                        | 6,1                                        | 2,2                                        | 0,0                                        | −1,1                                       | −2,8                                       |
| Precipitação (mm) | 163                                        | 156                                        | 102                                        | 108                                        | 89                                         | 45                                         | 15                                         | 23                                         | 54                                         | 138                                        | 153                                        | 166                                        | 1 212                                      |
| Fonte: https://pt.climate-data.org/location/7076/, http://www.myforecast.com/bin/climate.m?city=73430&metric=false 07 de abril de 2017 |                                            |                                            |                                            |                                            |                                            |                                            |                                            |                                            |                                            |                                            |                                            |                                            |                                            |

### Hidrografia
O concelho da Maia é percorrido por uma rede hidrográfica considerável tendo em conta a sua área. O concelho é atravessado a sul pelo rio Leça, que cruza as freguesias de Águas Santas e Milheirós e constitui a fronteira municipal entre as freguesias da Cidade da Maia e Moreira com o concelho de Matosinhos.
Um dos maiores afluentes do rio Leça é o Rio Almorode, com uma extensão de 11 km. O Almorode tem nascente no Parque de Avioso e desagua no Leça pela margem direita, na freguesia da Cidade da Maia, na zona correspondente à freguesia extinta de Gueifães. Também conhecida como ribeira do Arquinho ou ribeira de Avioso, atravessa em toda a sua extensão o concelho da Maia de norte para sul, com bacia hidrográfica predominante no Castêlo da Maia, Nogueira, Milheirós e Cidade da Maia . Este curso supre de água a Quinta da Gruta, no Castêlo da Maia.
Além do Almorode, o rio Leça também tem por afluente a ribeira de Leandro, com um comprimento de 7,7 km e uma bacia hidrográfica de 19,7 km2, que se estende principalmente pelas freguesias de Folgosa e Silva Escura.
Ao longo do percurso dos diferentes cursos de água, contam-se inúmeros lavadouros e moinhos de água.
Para além destes, têm origem no concelho da Maia outros cursos de água de menor dimensão, os de sul afluentes do Leça e os de nordeste e noroeste a fluir para além dos limites do concelho.
Desde a década de 1960, o rio Leça e o Almorode começaram a sofrer a influência da industrialização e da pressão urbana do Grande Porto através do aumento da poluição dos recursos hídricos da Maia. Atualmente, os níveis de poluição estão a decrescer graças a um esforço para evitar os despejos e a realização de várias ações de sensibilização e de recuperação do ecossistema. Apesar disso, o rio Leça continua a ser considerado um dos mais poluídos da Europa.
O concelho da Maia é atravessado por uma rede razoável de lençóis freáticos e reservatórios subterrâneos de água , dando lugar a vários poços e furos, bem como algumas aerobombas, utilizadas na extração de água para regadio e fins domésticos.

### Fauna e flora
O concelho da Maia possui uma zona florestal total de mais de 2000 ha, verificando-se maior concentração e extensão vegetal nas freguesias a Este, como S. Pedro Fins, Nogueira, Silva Escura, Folgosa e Sta. Maria de Avioso. No concelho da Maia, predominam três tipos de ocupação biológica do território:
- Matas e florestas mais densamente ocupadas pela fauna e flora, com a predominância do pinheiro-bravo e do eucalipto e ocorrências pontuais de choupos.
- Galerias ripícolas, que correspondem a áreas próximas de cursos de água, em que predomina a vegetação ripícola e palustre como o salgueiro e o amieiro, bem como o carvalho.
- Campos agrícolas, geralmente limitados por estruturas de suporte à vinha.

As galerias ripícolas são as únicas áreas que ainda conservam a vegetação natural primitiva da Maia, tal como se verifica de uma forma geral em toda a Área Metropolitana do Porto, que incluiria carvalhos, sobreiros e amieiros. Grandes extensões de cobertura vegetal primitiva foram substituídas por espécies economicamente mais fáceis de explorar como o eucalipto, levando a uma queda do valor natural da vegetação do concelho, regressão da vegetação autóctone e risco aumentado de incêndios.
Nogueira e Silva Escura devem as suas designações a características naturais, nomeadamente Nogueira à abundância da árvore homónima, e Silva Escura devido às espessas florestas de castanheiro que cobriam a região. Vila Nova da Telha foi em tempos coberta por florestas de pinheiro.
Nas proximidades dos cursos de água, é possível a ocorrência de espécies como o licranço, o sardão, a lagartixa, a cobra-de-água-viperina e a cobra-de-água-de-colar, bem como alguns anfíbios. Nas águas do rio Leça e das ribeiras de Almorode e Leandro, pode-se ainda observar a lampreia, a enguia, o sável e a boga. A zona é ainda habitada por três espécies em perigo, o lagarto-de-água, a salamandra-lusitana e o morcego-de-ferradura-grande. Consta-se ainda a presença de algumas plantas carnívoras, como o pinheiro-orvalhado.

### Espaços verdes
A Maia possui 24 espaços verdes e parques, contabilizando um total de cerca de 1500 hectares de parques naturais e espaços verdes protegidos. Destaca-se o Parque de Avioso – S. Pedro, no Castêlo da Maia, como o maior do concelho, estendendo-se por 30 hectares atravessados por 4,5 km de percursos pedestres, e a Quinta da Gruta, incluída na mesma freguesia, como complexo de Educação Ambiental, constituído por um palacete, uma área desportiva extensa, hortas biológicas e uma escola ambiental. Existem outros inúmeros parques naturais e infantis de menor dimensão e espaços verdes urbanos. Encontram-se em progresso vários outros projetos de arranjo urbanístico e integração paisagística.

## Evolução da População do Município
★ Os Recenseamentos Gerais da população portuguesa, regendo-se pelas orientações internacionais da época (Congresso Internacional de Estatística de Bruxelas de 1853), tiveram lugar a partir de 1864.

| Número de habitantes | Número de habitantes | Número de habitantes | Número de habitantes | Número de habitantes | Número de habitantes | Número de habitantes | Número de habitantes | Número de habitantes | Número de habitantes | Número de habitantes | Número de habitantes | Número de habitantes | Número de habitantes | Número de habitantes | Número de habitantes |
| -------------------- | -------------------- | -------------------- | -------------------- | -------------------- | -------------------- | -------------------- | -------------------- | -------------------- | -------------------- | -------------------- | -------------------- | -------------------- | -------------------- | -------------------- | -------------------- |
| 1864                 | 1878                 | 1890                 | 1900                 | 1911                 | 1920                 | 1930                 | 1940                 | 1950                 | 1960                 | 1970                 | 1981                 | 1991                 | 2001                 | 2011                 | 2021                 |
| 13 688               | 15 810               | 18 831               | 20 367               | 24 230               | 26 112               | 29 536               | 37 026               | 43 906               | 53 643               | 63 980               | 81 679               | 93 151               | 120 111              | 135 306              | 134 977              |

(Obs.: Número de habitantes "residentes", ou seja, que tinham a residência oficial neste concelho à data em que os censos  se realizaram.)	
| Número de habitantes por Grupo Etário | Número de habitantes por Grupo Etário | Número de habitantes por Grupo Etário | Número de habitantes por Grupo Etário | Número de habitantes por Grupo Etário | Número de habitantes por Grupo Etário | Número de habitantes por Grupo Etário | Número de habitantes por Grupo Etário | Número de habitantes por Grupo Etário | Número de habitantes por Grupo Etário | Número de habitantes por Grupo Etário | Número de habitantes por Grupo Etário | Número de habitantes por Grupo Etário | Número de habitantes por Grupo Etário |
| ------------------------------------- | ------------------------------------- | ------------------------------------- | ------------------------------------- | ------------------------------------- | ------------------------------------- | ------------------------------------- | ------------------------------------- | ------------------------------------- | ------------------------------------- | ------------------------------------- | ------------------------------------- | ------------------------------------- | ------------------------------------- |
|                                       | 1900                                  | 1911                                  | 1920                                  | 1930                                  | 1940                                  | 1950                                  | 1960                                  | 1970                                  | 1981                                  | 1991                                  | 2001                                  | 2011                                  | 2021                                  |
| 0-14 Anos                             | 7 396                                 | 9 085                                 | 9 410                                 | 10 265                                | 12 553                                | 13 345                                | 18 026                                | 20 830                                | 22 687                                | 19 804                                | 20 940                                | 22 776                                | 18 481                                |
| 15-24 Anos                            | 3 871                                 | 4 458                                 | 5 174                                 | 6 219                                 | 6 686                                 | 8 652                                 | 8 716                                 | 10 965                                | 14 488                                | 16 164                                | 16 794                                | 13 831                                | 14 792                                |
| 25-64 Anos                            | 7 399                                 | 8 790                                 | 9 725                                 | 11 769                                | 15 522                                | 19 254                                | 23 923                                | 28 120                                | 38 202                                | 48 849                                | 69 733                                | 80 591                                | 75 568                                |
| = ou > 65 Anos                        | 969                                   | 1 117                                 | 1 150                                 | 1 346                                 | 1 784                                 | 2 376                                 | 2 978                                 | 4 065                                 | 6 302                                 | 8 334                                 | 12 644                                | 18 108                                | 26 136                                |

(Obs: De 1900 a 1950 os dados referem-se à população "de facto", ou seja, que estava presente no concelho à data em que os censos se realizaram. Daí que se registem algumas diferenças relativamente à designada população residente)
★ Entre os censos de 2021 e o de 2011 verificam-se as seguintes alterações: -19% no grupo dos 0 aos 14 anos; +7% no grupo dos 15 aos 24 anos; -6% no grupo dos 25 aos 64 anos e +44% no grupo dos 65 e mais anos.

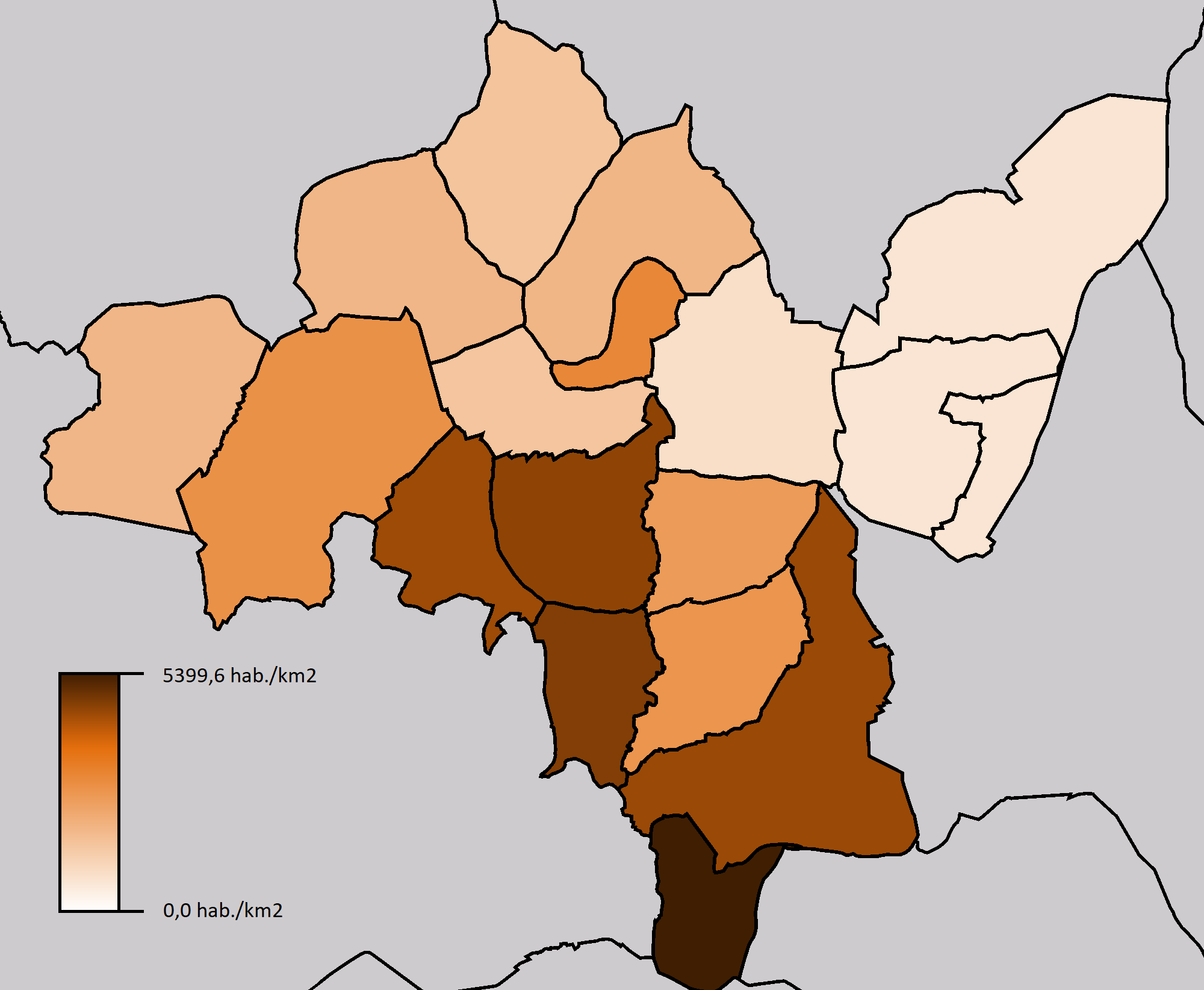
Densidade populacional das freguesias do concelho da Maia (2011)

A Maia é um concelho densamente povoado, com 1634,9 hab./km² (INE, 2015),. sendo a freguesia mais densamente povoada Pedrouços (5399,6 hab./km²), seguida de Gueifães, Vermoim, Águas Santas e Maia (Pordata, 2011) De uma forma global, as freguesias mais densamente povoadas são as que possuem relevo mais plano e maior proximidade ao município do Porto.
Em termos populacionais, as atuais freguesias da Cidade da Maia e de Águas Santas englobam metade da população do concelho, constituindo 29,7% e 20,3% da população do município, respetivamente.
O grande grupo etário dos menores de 14 anos representa 15,44% da população maiata face a 14,13% a nível nacional, e o grande grupo etário dos maiores de 64 anos constitui 16,01% da população do município quando comparado com 20,70% em Portugal (Pordata, 2015), o que indica que a Maia possui, em média, uma população mais jovem que o país.
As oscilações sazonais da população presente não são consideráveis, uma vez que o município possui cariz predominantemente residencial, com desenvolvimento de atividades dos três setores económicos. Assim, o turismo não toma uma parte considerável da economia do concelho, com uma capacidade hoteleira reduzida, apesar de um esforço da Câmara Municipal de promoção da vertente turística.
A população do concelho tem crescido de forma consistente desde os primeiros censos oficiais. A população maiata é constituída por 47,41% de homens e 52,56% de mulheres. A maior parte da população possui nacionalidade portuguesa, e as minorias com maior expressão no concelho são de origem brasileira (0,50%) e ucraniana (0,21%) num total de 1,22% de população estrangeira com estatuto de residente (INE, 2015).
A taxa bruta de natalidade é de 8,2‰ e a taxa de mortalidade 7,4‰ (Pordata, 2016). No município, existem 59.716 alojamentos familiares clássicos e 50.268 famílias clássicas (Pordata, 2011).
De forma geral, a constituição etária da população maiata é sobreponível à da população portuguesa. Nos grupos etários acima de 40 anos, observa-se a forma típica da pirâmide etária de países subdesenvolvidos, em consequência dos reduzidos investimentos no planeamento familiar e saúde, assim como na manutenção do modelo tradicional de famílias numerosas durante o Estado Novo. Após a Revolução de 25 de Abril de 1974, a alteração do modelo cultural e a instalação de novas políticas de bem-estar social foram responsáveis pela alteração da pirâmide etária do concelho, conferindo-lhe uma base mais estreita, característica dos países desenvolvidos.
A distribuição da população é geralmente dispersa, com uma ocupação tipicamente litoral, caracterizada pela intercalação de estradas, campos agrícolas, zonas de vegetação densa e habitações/infraestruturas, agrupadas ou não, o que significa que, dentro da mesma freguesia, ocorrem inúmeros lugares contíguos. Fora das zonas densamente povoadas do sudoeste e sul do concelho, a ocorrência de prédios altos é pontual.

## Cultura
A cidade da Maia é considerada como um importante centro cultural na região sendo de realçar variadas atividades ligadas ao teatro, à música, às artes plásticas e às tradições locais como as manifestações etnográficas visíveis nas festas religiosas que se realizam ao longo do ano. Também o Jardim Zoológico da Maia, um dos maiores do Norte, é ponto de encontro para muitos visitantes.
Anualmente, a cidade recebe no Fórum da Maia o Festival Internacional de Teatro Cómico da Maia e a exposição mundial da World Press Photo.
Em 1998 foi fundado o Conservatório de Música da Maia, situado em Santa Maria de Avioso.
A Maia seria em tempos lugar de grande produção de lã e linho.
A freguesia (extinta) de Santa Maria de Avioso era e é conhecida como uma capital da arte santeira, com várias representações religiosas por Portugal assinadas por santeiros de Sta. Maria. Estas obras são muito requisitadas pelos santuários portugueses, em especial o Santuário de Fátima, mas a maior parte do produto é exportado. Esta tradição tem direito a representação das ferramentas utilizadas pelos santeiros no brasão da freguesia.

### Festas da Nossa Senhora do Bom Despacho
Cada freguesia possui um padroeiro próprio, mas as festas da Nossa Senhora do Bom Despacho são as mais populares por ser esta a padroeira do concelho da Maia e por se realizarem junto ao centro da cidade da Maia, no Santuário de Nossa Senhora do Bom Despacho. À Nossa Senhora do Bom Despacho é associada o "despacho das almas" para o céu, a absolvição dos pecados, a realização de feitos difíceis, bem como a fertilidade e a proteção dos pescadores. As festas decorrem no fim de semana do 2° domingo de julho, sendo a segunda-feira seguinte feriado municipal.
Em 1733, o pároco Luís de Oliveira Alvim descreve o ambiente de grande festa e animação, bem como a minuciosa preparação da procissão, indício de que este culto seria muito anterior à data devido à importância que lhe era concedida. Na realidade, a Maia deverá ter sido um dos primeiros sítios em Portugal em que se realizaram festas e romarias a Nossa Senhora do Bom Despacho (1670).
Em 1952, escreveu Álvaro do Céu Oliveira no Almanaque da Maia que acorriam naquela altura milhares de pessoas, particularmente poveiros, para agradecer e invocar a proteção de Nossa Senhora do Bom Despacho. Descreve ainda a atmosfera festiva promovida pela presença popular acompanhada de dança, pelos concertos de conceituadas bandas do Norte do país e pelas várias barracas de diversões. Atualmente, a festa processa-se de uma forma semelhante à descrita anteriormente, com particular ênfase sobre a missa e a procissão mariana do domingo.

### Festa do Santo Ovídio ou Feira das Cebolas
A festa do Santo Ovídio, no Castêlo da Maia, decorre no último domingo de agosto. Como a Feira das Cebolas é celebrada também em redor do Dia de S. Bartolomeu (24 de agosto), os dois eventos são celebrados em conjunto desde tempos imemoráveis. A Feira das Cebolas realiza-se desde a Idade Média neste antigo castro, tal como em outros vários lugares do país. Por norma, esta realiza-se junto ao Monte de Santo Ovídio, tornando a capela deste monte um lugar de importante peregrinação nesta época. Santo Ovídio é um dos santos mais importantes em Santa Maria de Avioso, considerado o protetor dos que sofrem de doenças auditivas, bem como dos maridos infiéis.
A dimensão religiosa da festa é preparada principalmente pelas paróquias de Santa Maria de Avioso e São Pedro de Avioso, com especial destaque para a missa campal e a procissão desse domingo, em que, por tradição, participa um andor de cada uma das 5 freguesias extintas do Castêlo da Maia. A dimensão profana é desde 2013 organizada por uma comissão da autarquia local, verificando-se um aumento do investimento nesta que é a grande festa do Castêlo da Maia. A nova organização tem permitido o financiamento de um espetáculo pirotécnico, bem como a instalação de barracas no Monte de Santo Ovídio e a atuação de conceituados cantores e bandas portuguesas, como Quim Barreiros e Ruth Marlene.
Também nesta altura, no primeiro domingo de setembro, celebra-se a Festa do Senhor da Agonia.

### Reiseiros da Maia
Além das Janeiras, outra manifestação pública do fervor religioso de tempos passados tinha lugar na Maia. Por toda a região de Entre Douro e Minho, bem como na margem sul do Douro, eram largamente conhecidos os Reiseiros da Maia, um grupo amador de atores que representavam de terra em terra o nascimento, vida e morte de Cristo durante a época natalícia. Além disso, geralmente os papéis eram representados pelas mesmas pessoas ao longo dos anos, ou passados a pessoas da família, sendo que por vezes os membros de uma determinada família passavam a ser conhecidos pelo nome das personagens que representavam.
Apesar da sua popularidade, deixou-se de observar este tipo de autos em meados do século XX. Ainda assim, o seu legado sobreviveu e as suas peças foram posteriormente representadas por um grupo teatral amador homónimo que representaria pelas Terras da Maia. O facto de ser um grupo amador levou assim ao acontecimento e posterior divulgação de diversas gaffes, uma das quais particularmente hilariante.
Numa cena, a dama encontra-se sozinha num quarto a ler cartas de um admirador, queimando-as com uma vela logo que ouvisse os passos do marido. Este, ao entrar no quarto, exclamaria “Cheira-me a papel queimado!”. No entanto, certa vez, o aderecista ter-se-ia esquecido da vela, pelo que a dama improvisa rasgando a carta. Atuando como planeado, o marido entra e finge achar estranho o cheiro, mas exclama desta vez: “Cheira-me a papel rasgado!”.

### Canastras da Maia
Em Nogueira da Maia, revive-se todos os anos no terceiro domingo de maio, durante as festividades da Nossa Senhora da Hora, a tradicional procissão de canastras florais da Maia.
A tradição terá tido início no século XVIII nas freguesias de Moreira e Vila Nova da Telha, apesar de se conhecer o ainda mais anterior culto fervoroso a Nossa Senhora Mãe dos Homens (celebrado no último domingo de julho em Moreira) e a Nossa Senhora do Bom Despacho. Começou nessa altura esta forma de culto, com a oferta de cestos floridos chamados de canastras, que se terá disseminado ao resto do concelho.
As canastras têm cerca de um metro de altura e pesam cerca de 35 kg. As canastras encontram-se apoiadas em cestos, e são constituídas por uma estrutura vertical de suporte de cana-da-Índia amarrada com fio do norte. Esta estrutura tem por objetivo suster o peso da coroa de murta e flores silvestres no topo e albergar vários tipos de arranjos florais nas suas laterais. Cada grupo participante na procissão de canastras elaborava em segredo o seu projeto, de forma a ser eleita a melhor canastra.
Foi em finais do século XIX, em Pedras Rubras, que as canastras tiveram a sua altura de maior esplendor, quando grupos de toda a região de Moreira e Vila Nova da Telha acorriam à Capela da Nossa Senhora Mãe dos Homens, numa renhida competição pelos lugares no altar-mor concedidos às melhores canastras.
A tradição ter-se-á iniciado em Nogueira devido a um pretenso milagre ocorrido a Manoel da Costa e sua esposa Eusébia, que viviam no Lugar do Rio. Na decorrência de uma queda e estando Eusébia grávida, pediram a intercedência de Nossa Senhora da Hora junto do seu filho. Tendo a sua prece sido atendida, com o nascimento do seu filho em 1876, Manoel da Costa mandou esculpir em madeira um retrato de N. Sra. oferecido à igreja em 1877, além de se comprometer a realizar as festividades em sua honra. A imagem foi colocada na Capela da Nossa Senhora da Hora, sendo posteriormente substituída por uma do mestre santeiro Luciano Thedim.
Esta tradição foi-se perdendo no tempo até finais da década de 1980, quando Albino José Moreira (1895-1994), também conhecido como Mestre Albino, pintor naïf e grande adepto da tradição da festividade em criança, introduziu um exemplar das canastras no Cortejo Etnográfico da Maia. Nos anos seguintes, o Mestre Albino ajudou à preparação das festas em honra de Nossa Senhora Mãe dos Homens e Nossa Senhora do Bom Despacho, orientando as pessoas que procederiam à recolha de flores, murta e outras plantas para uso no enfeite das ruas e de mastros decorativos.
De forma a manter a tradição, foi em 1994 promovida uma ação de formação para dois representantes de cada uma das então 17 freguesias, sendo os resultados apresentados publicamente com a integração das canastras na procissão em honra da Nossa Senhora do Bom Despacho do mesmo ano. Atualmente, esta tradição verifica-se regularmente apenas em Nogueira, participando um grupo por cada lugar ou escola da freguesia com a sua canastra.

### Festa da Campa do Preto
Disfarçada de “Festa das Cerejas”, a Festa da Campa do Preto celebra-se no primeiro domingo de junho em honra do Santo Preto, mártir que deu o nome àquela povoação da freguesia de Gemunde.
Reza a lenda que, cerca de 1790, não querendo uma jovem manter relações sexuais com um fidalgo de Guilhabreu (Vila do Conde, na altura integrando a Maia), e refugiando-se numa seara, o fidalgo ordenou a seus escravos que incendiassem a seara e guardassem as saídas para ela não escapar. No entanto, um escravo, conhecido posteriormente como o “Santo Preto”, seguindo os princípios morais cristãos que lhe tinham sido ensinados pelo anterior dono, deixou a jovem escapar. Sabendo disto, o fidalgo mandou prender o escravo a um cavalo, montou-o e cavalgou pela região. O seu corpo ter-se-á desmembrado durante a corrida, tendo sido a cabeça encontrada em Gemunde. Uma fiel terá recolhido os seus restos mortais e erigido uma campa em pedra gradeada, onde se pensa jazer atualmente o seu corpo. Apesar de averiguações à altura da investigação do crime indicarem a inexistência de quaisquer vestígios de homicídio, o culto a este local é ainda considerável.
A festa é geralmente considerada de cariz profano. Este evento é festejado com celebrações junto à Campa do Preto propriamente dita e com concertos de cantores e bandas portuguesas.

## Património e locais de interesse
Entre vários monumentos e locais de importância considerável, como diversas igrejas, capelas, cruzeiros, núcleos rurais, moinhos, pontes, estátuas, montes, museus, praças e quintas, destacam-se aqui alguns dos locais e monumentos mais importantes no concelho da Maia.

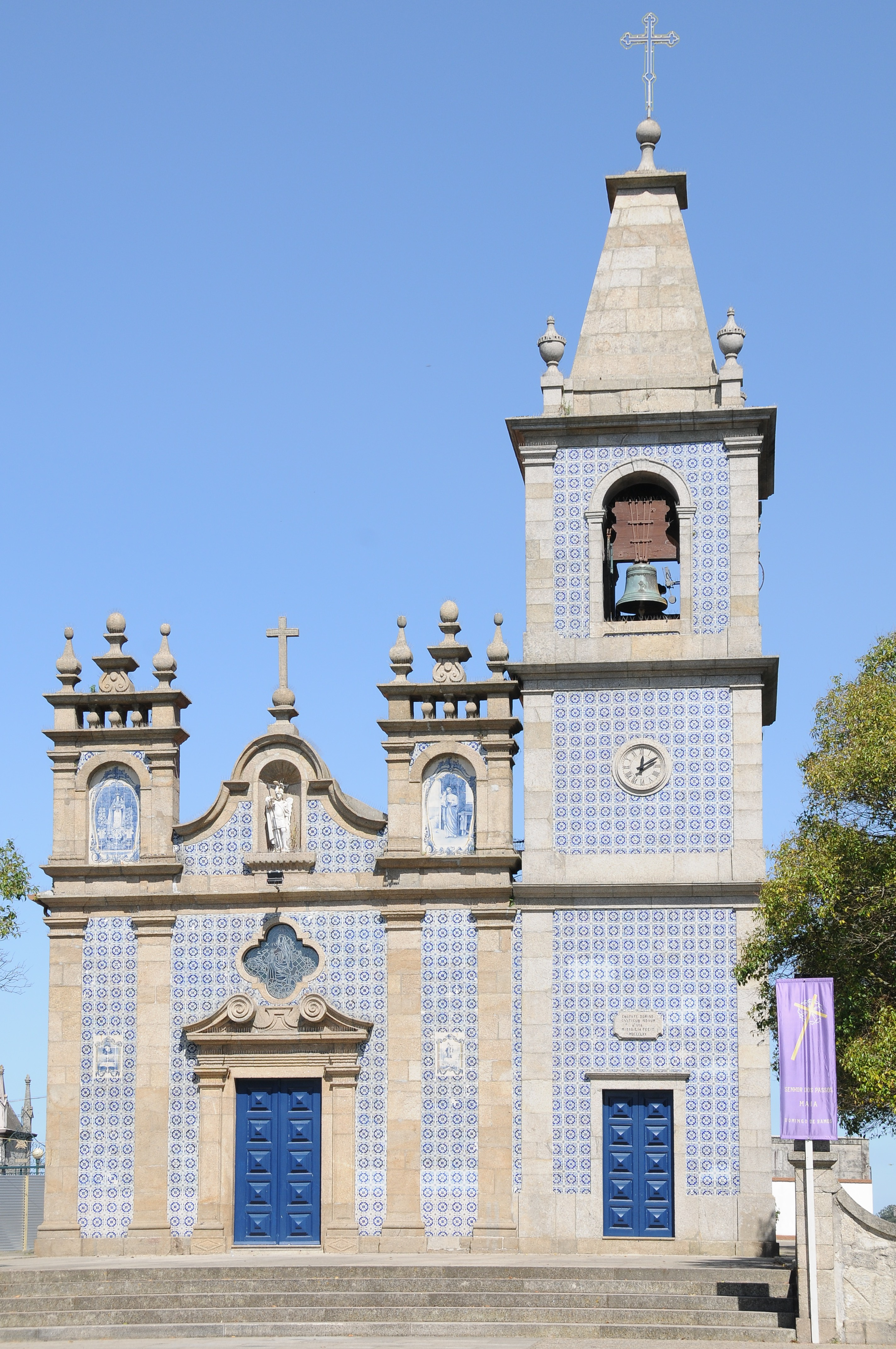
Santuário Mariano de N. Sra. do Bom Despacho (Antiga Igreja Matriz de S. Miguel de Barreiros (Atual Maia))

- Mosteiro do Divino Salvador de Moreira
- Igreja de Nossa Senhora da Maia
- Santuário de Nossa Senhora do Bom Despacho
- Pirâmides da Maia
- Portas da Maia
- Praça Doutor José Vieira de Carvalho
- Estátua do Lidador
- Torre do Lidador
- Fórum da Maia
- Quinta da Gruta
- Museu de História e Etnologia da Terra da Maia
- Praça do Exército Libertador
- Jardim Zoológico da Maia
- Quinta da Caverneira
- Mosteiro de Águas Santas
- Parque de Avioso

## Heráldica

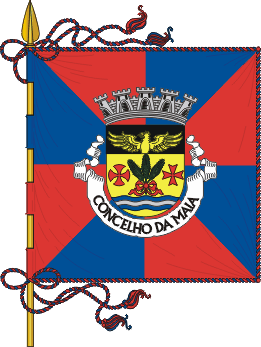
Estandarte do Município da Maia (incorreta)

Dois dos aspetos mais comuns na heráldica das freguesias da Maia são as faixas ondadas de azul e prata e os motivos vegetais como árvores e espigas, representativos da abundância natural derivada da vasta rede hidrográfica maiata. Além disso, é recorrente a representação de montes e colinas, elementos notáveis numa região tipicamente pouco acidentada.
O brasão do concelho da Maia é constituído por um escudo de ouro com um feixe de três espigas de trigo verde, cruzadas em ponta e atadas de vermelho, acompanhadas pela cruz dos Templários à esquerda e a cruz da Ordem de Malta à direita, ambas em vermelho. Figura ainda um chefe de negro com uma águia de ouro sainte e, em contrachefe, três faixas ondadas, duas de azul e uma de prata. De acordo com as regras da heráldica municipal portuguesa, o escudo é acimado por uma coroa mural de prata de cinco torres quando a capital municipal possui estatuto de Cidade. Abaixo do escudo, observa-se um listel branco com a legenda a negro "Município da Maia" em maiúsculas. A bandeira do concelho da Maia apresenta o brasão do concelho sobreposto a um fundo gironado de oito peças de azul e vermelho, com cordão e borlas de azul e vermelho e haste com lança de ouro.
Pensa-se que a águia dourada fosse o emblema da família dos Mendes da Maia, exaltando os valores e feitos guerreiros de Gonçalo Mendes da Maia, significando valentia, bravura e vitória. As espigas de trigo representam a fertilidade das Terras da Maia e as cruzes da Ordem do Templo e da Ordem de Malta evocam a importância e a ação que estas ordens militares tiveram no território maiato. As faixas ondadas de azul e prata representam os rios Leça, Almorode, e todos os cursos de água abundantes na Terra da Maia, que contribuem para a sua fertilidade e servem os propósitos de comunicação e geração de força motriz para as mós dos moinhos.
A heráldica do município foi em 2009 atualizada. Onde se lia “Concelho da Maia” pode-se agora ler “Município da Maia”, e a bandeira era esquartelada em vez de gironada.

## Economia
Na Maia, o salário médio é de 975,60€, superior ao salário médio nacional de 911,50€ (Pordata, 2013). A taxa de desemprego na Maia é de 14,1%, ligeiramente superior à média nacional de 13,2% (Pordata, 2011). O poder de compra per capita no município é 13% superior à média nacional (Pordata, 2013), o que significa que o nível dos preços é inferior à média nacional. Este facto pode estar associado a uma oferta superior e a uma maior competição pelos preços do que no caso nacional.
A Maia destaca-se como um importante pólo económico na Área Metropolitana do Porto. A maior parte das grandes empresas do concelho está sediada na Zona Industrial da Maia, implementada desde a década de 1970.. Inúmeras empresas escolheram a Maia como sede, estando registadas 14 752 empresas não financeiras, 94,8% das quais têm menos de 10 trabalhadores ao serviço (Pordata, 2015)
O Tecmaia - Parque de Ciência e Tecnologia da Maia, S.A foi inaugurado em 1999 como um projeto comum a várias entidades, promovido principalmente pela Câmara Municipal da Maia. Este parque proporciona todas as condições necessárias às mais de 70 empresas instaladas.

### Setor primário
A agricultura sempre teve um papel importante na cultura da Maia. O concelho foi em tempos lugar de grande produção agrícola, abastecendo a cidade do Porto e arredores com os produtos das suas terras. Aliás, a Maia, ainda na altura designada de Barreiros, era conhecida como o “celeiro do Porto”. A produção agrícola atual da Maia é dominada pelo cultivo de forragem destinada à alimentação de bovinos, e pelo cultivo de cereais como o trigo, a aveia e o milho, recorrentemente presentes na heráldica das freguesias. A viticultura também se encontra presente, realizando-se em pequenas zonas, geralmente limites de campos, com estruturas adequadas ao suporte da vinha, ou mesmo em propriedades exclusivamente dedicadas a esse negócio que se tornam cada vez mais frequentes.
As populações e os topónimos de várias freguesias foram consideravelmente influenciados pelas atividades económicas subordinadas à silvicultura. Vila Nova da Telha era conhecida como a terra das “pinheireiras”, mulheres que tinham a apanha da pinha por modo de vida. As freguesias mais a nascente, particularmente Silva Escura e Nogueira, são especialmente conhecidas pela produção de frutos secos, como a castanha e a noz.
Atualmente, na área da silvicultura, domina a exploração económica, ainda que reduzida, do pinheiro e do eucalipto. Apesar de ter importância económica bastante reduzida, o eucalipto abunda no concelho, particularmente a norte e este, como espécie invasora, responsável pela redução acentuada da biodiversidade na Maia.
Apesar da sua tradição inseparável da vida rural, a Maia apresenta índices económicos, populacionais e de ordenamento de território indicativos de um concelho mais urbanizado e desenvolvido que a média portuguesa, ainda que com caráter agrícola no contexto da Área Metropolitana do Porto. Por exemplo, 21% da área do concelho é utilizada para fins agrícolas, sendo a média nacional 40%, e a média da AMP 15% (Pordata, 2009).; quanto às atividades do setor primário, ocupam 0,6% da população empregada maiata face aos 3,1% da população empregada nacional, e 0,5% da população empregada da AMP (Pordata, 2011); na Maia, a maior parte (58%) do terreno agrícola pertence a propriedades entre 5-20 ha e não existem propriedades superiores a 50 ha, seguindo um padrão semelhante ao da AMP, enquanto em Portugal a maior parte (66%) dos terrenos agrícolas pertencem a propriedades superiores a 50 ha (Pordata, 2009)
A agricultura na Maia processa-se mais frequentemente ao ar livre e por vezes em estufas plásticas. Visto que a maior parte do terreno agrícola pertence a propriedades de dimensões pequenas a médias, é difícil encontrar instalações específicas de explorações de grandes dimensões, e a influência direta de grandes corporativas ou empresas na região é reduzida. A pecuária no concelho é encabeçada pela produção leiteira de bovinos, alimentada pela vasta agricultura forrageira. Além disso, também se verificam, ainda que com menor significância económica, outras atividades pecuárias como a suinicultura, avicultura, ovinocultura e caprinocultura.

### Setor secundário
A indústria no concelho surge muito tardiamente, apenas em 1866 aparece a primeira fábrica, uma indústria de moagem de cereais a vapor em Águas Santas. O grande crescimento industrial da Maia tem-se verificado desde a década de 1970, com a construção da Zona Industrial da Maia. Atualmente, 25,3% da população maiata trabalha no setor secundário, cenário semelhante à situação nacional de 26,5% (Pordata, 2011). Diversas empresas transformadoras estão cediadas na Maia ou são servidas pelos seus meios, como a Bloco Gráfico - Grupo Porto Editora (ZI), a Unicer (Via Norte), a Tintas 2000 (ZI) e a Siderurgia Nacional (S. Pedro Fins).

### Setor terciário
O setor dos serviços é melhor explorado em outras categorias. Algumas das mais importantes empresas de serviços em Portugal, como a Sonae (ZI), a Efacec (Via Norte), os CTT (Centro de Operações do Norte - ZI) e a Wipro (ZI), estão sediados, possuem presença ou são servidas pelos meios da Maia.

## Política
Nas eleições autárquicas, a taxa de abstenção no concelho 49,1% é superior à média nacional de 47,4% (Pordata, 2013). Nas eleições legislativas, a população do município é mais participativa que os portugueses em média, com uma abstenção de 35,3% a nível municipal quando comparado com 44,1% a nível nacional (Pordata, 2015). A abstenção nas autárquicas e legislativas no concelho tem aumentado de forma semelhante à situação nacional, com maior diferença, ainda que pequena, nas eleições autárquicas em virtude da apresentação de listas municipais, o que permite explicar divergências entre o comportamento nacional (uma média de várias listas candidatas) e municipal.

### Eleições autárquicas
Serviram como Presidente da Câmara Municipal da Maia:
- José Vieira de Carvalho (nomeação) - 1970/1974
- Jorge Luís Ferreira Catarino (PS) - 1976/1979
- José Vieira de Carvalho (AD, PSD, PSD/CDS-PP) - 1979/2002 (falecido no exercício)
- António Gonçalves Bragança Fernandes (PSD, PSD/CDS-PP) - 2002/2017
- António Silva Tiago (PSD/CDS-PP) - 2017/20?? (em funções)[58]

José Vieira de Carvalho foi o presidente com mais tempo em exercício (22 anos após o 25 de Abril), sendo eleito para 6 mandatos. Sob a sua administração foram efetuadas as alterações e os investimentos no concelho essenciais à sua modernização, de forma a possibilitar o seu posicionamento na vanguarda do bem-estar social e económico no século XXI. À sua memória, foi erigida uma estátua junto à entrada oeste dos Paços do Concelho.
Em 2002, em consequência do falecimento do Dr. Vieira de Carvalho, o Eng. Bragança Fernandes, eleito como Vice-presidente da Câmara Municipal em 2001, tomou posse como Presidente da Câmara Municipal da Maia, sendo eleito como candidato à Presidência por mais dois mandatos, o limite máximo de mandatos como estipulado pela Lei n.º 46/2005. Desde 1979, o PSD, por vezes em aliança com o CDS-PP, tem elegido os seus candidatos à Presidência do concelho.
Em 2017, a coligação PSD/CDS-PP teve o pior resultado eleitoral de sempre no município em ambos os órgãos municipais. Nesse ano, o PSD perdeu a maioria absoluta da Assembleia Municipal, que mantinha desde 1985. Em contrapartida, o PS teve a maior votação desde 1985 para os dois órgãos municipais. A nova conjuntura política significa que nenhum partido ou coligação eleitoral alcançou maioria absoluta, e que a esquerda (PS, BE, CDU, PAN) dispõe de uma maioria de 18 deputados municipais contra 15 da direita (PSD/CDS-PP), particularmente devido ao aumento da representação socialista.

#### Câmara Municipal[60]
| Data | %     | V     | %       | V       | %       | V       | %             | V             | %              | V    | %    | V    | %       | V       | %              | V       | %              | V          | %              | V   | %              | V   | %        | V        | %              | V  | %    | V   | %              | V   | %        | V        | %   | V   | %  | V  | %  | V  | Participação |                |
| Data | PS    | PS    | PPD/PSD | PPD/PSD | CDS-PP  | CDS-PP  | FEPU/APU/ CDU | FEPU/APU/ CDU | GDUP           | GDUP | LCI  | LCI  | AD      | AD      | UDP/ BE        | UDP/ BE | PCTP/ MRPP     | PCTP/ MRPP | PPM            | PPM | PRD            | PRD | PSD/ CDS | PSD/ CDS | PH             | PH | PAN  | PAN | MPT            | MPT | PPV/ CDC | PPV/ CDC | JPP | JPP | CH | CH | IL | IL | Participação |                |
| ---- | ----- | ----- | ------- | ------- | ------- | ------- | ------------- | ------------- | -------------- | ---- | ---- | ---- | ------- | ------- | -------------- | ------- | -------------- | ---------- | -------------- | --- | -------------- | --- | -------- | -------- | -------------- | -- | ---- | --- | -------------- | --- | -------- | -------- | --- | --- | -- | -- | -- | -- | ------------ | -------------- |
| Data | 1976  | 39,51 | 3       | 24,33   | 2       | 16,33   | 1             | 12,68         | 1              | 3,22 | -    | 0,64 | -       |         |                |         |                |            |                |     |                |     |          |          |                |    |      |     |                |     |          |          |     |     |    |    |    |    |              | 70,60 / 100,00 |
| 1979 | 36,02 | 3     | AD      | AD      | AD      | AD      | 14,33         | 1             |                |      | PSR  | PSR  | 45,63   | 5       | 1,23           | -       | 1,00           | -          | AD             | AD  | 76,56 / 100,00 |     |          |          |                |    |      |     |                |     |          |          |     |     |    |    |    |    |              |                |
| 1982 | 37,50 | 4     | AD      | AD      | AD      | AD      | 14,11         | 1             | 44,30          | 4    | PSR  | PSR  | 1,30    | -       |                |         | 74,30 / 100,00 |            | AD             | AD  |                |     |          |          |                |    |      |     |                |     |          |          |     |     |    |    |    |    |              |                |
| 1985 | 19,82 | 2     | 60,53   | 6       |         |         | 9,49          | 1             |                |      | PSR  | PSR  | 0,56    | -       |                |         | 6,92           | -          | 66,74 / 100,00 |     |                |     |          |          |                |    |      |     |                |     |          |          |     |     |    |    |    |    |              |                |
| 1989 | 27,96 | 3     | 57,35   | 6       | 2,90    | -       | 7,54          | -             | 0,57           | -    | PSR  | PSR  | 0,74    | -       |                |         | 63,28 / 100,00 |            |                |     |                |     |          |          |                |    |      |     |                |     |          |          |     |     |    |    |    |    |              |                |
| 1993 | 25,05 | 2     | 59,26   | 6       | 3,58    | -       | 8,86          | 1             |                |      | PSR  | PSR  |         |         | 66,68 / 100,00 |         |                |            |                |     |                |     |          |          |                |    |      |     |                |     |          |          |     |     |    |    |    |    |              |                |
| 1997 | 29,21 | 3     | 60,36   | 6       |         |         | 6,23          | -             | 63,20 / 100,00 |      | PSR  | PSR  |         |         |                |         |                |            |                |     |                |     |          |          |                |    |      |     |                |     |          |          |     |     |    |    |    |    |              |                |
| 2001 | 29,70 | 3     | CDS-PP  | CDS-PP  | PPD/PSD | PPD/PSD | 5,35          | -             | BE             | BE   | 1,70 | -    | 1,15    | -       | 56,30          | 6       | 58,36 / 100,00 |            |                |     |                |     |          |          |                |    |      |     |                |     |          |          |     |     |    |    |    |    |              |                |
| 2005 | 29,16 | 3     | CDS-PP  | CDS-PP  | PPD/PSD | PPD/PSD | 5,64          | -             | BE             | BE   | 5,36 | -    |         |         | 52,49          | 6       | 1,31           | -          | 62,07 / 100,00 |     |                |     |          |          |                |    |      |     |                |     |          |          |     |     |    |    |    |    |              |                |
| 2009 | 25,82 | 3     | 57,76   | 8       | 3,94    | -       | 4,40          | -             | BE             | BE   | 4,64 | -    |         |         |                |         | 60,60 / 100,00 |            |                |     |                |     |          |          |                |    |      |     |                |     |          |          |     |     |    |    |    |    |              |                |
| 2013 | 25,57 | 3     | CDS-PP  | CDS-PP  | PPD/PSD | PPD/PSD | 7,73          | 1             | BE             | BE   | 5,98 | -    | 50,15   | 7       | 50,93 / 100,00 |         |                |            |                |     |                |     |          |          |                |    |      |     |                |     |          |          |     |     |    |    |    |    |              |                |
| 2017 | 36,63 | 5     | CDS-PP  | CDS-PP  | PPD/PSD | PPD/PSD | 4,61          | -             | BE             | BE   | 5,83 | -    | PPV/CDC | PPV/CDC | 39,95          | 6       | 4,37           | -          | 1,07           | -   | 0,73           | -   | PS       | PS       | 56,25 / 100,00 |    |      |     |                |     |          |          |     |     |    |    |    |    |              |                |
| 2021 | 32,26 | 5     | CDS-PP  | CDS-PP  | PPD/PSD | PPD/PSD | 4,81          | -             | BE             | BE   | 5,16 | -    | 0,21    | -       | 40,42          | 6       | 3,74           | -          |                |     | CH             | CH  |          |          | 3,85           | -  | 3,66 | -   | 52,31 / 100,00 |     |          |          |     |     |    |    |    |    |              |                |

#### Assembleia Municipal[61]
| Data | %     | V     | %       | V       | %       | V       | %            | V            | %     | V    | %              | V  | %              | V      | %              | V   | %   | V   | %              | V       | %    | V   | %              | V   | %   | V   | %  | V  | %  | V  | Participação |                |
| Data | PS    | PS    | PPD/PSD | PPD/PSD | CDS-PP  | CDS-PP  | FEPU/APU/CDU | FEPU/APU/CDU | GDUP  | GDUP | AD             | AD | UDP/BE         | UDP/BE | PRD            | PRD | PSN | PSN | PSD/CDS        | PSD/CDS | PAN  | PAN | MPT            | MPT | JPP | JPP | CH | CH | IL | IL | Participação |                |
| ---- | ----- | ----- | ------- | ------- | ------- | ------- | ------------ | ------------ | ----- | ---- | -------------- | -- | -------------- | ------ | -------------- | --- | --- | --- | -------------- | ------- | ---- | --- | -------------- | --- | --- | --- | -- | -- | -- | -- | ------------ | -------------- |
| Data | 1976  | 39,00 | 7       | 25,42   | 5       | 16,64   | 3            | 12,84        | 2     | 2,72 | -              |    |                |        |                |     |     |     |                |         |      |     |                |     |     |     |    |    |    |    |              | 70,61 / 100,00 |
| 1979 | 37,04 | 17    | AD      | AD      | AD      | AD      | 15,42        | 7            |       |      | 45,59          | 21 | 76,53 / 100,00 |        |                |     |     |     |                |         |      |     |                |     |     |     |    |    |    |    |              |                |
| 1982 | 38,76 | 18    | AD      | AD      | AD      | AD      | 15,00        | 7            | 41,93 | 20   | 1,30           | -  | 74,55 / 100,00 |        |                |     |     |     |                |         |      |     |                |     |     |     |    |    |    |    |              |                |
| 1985 | 21,62 | 6     | 56,60   | 16      |         |         | 10,47        | 3            |       |      | 0,58           | -  | 7,97           | 2      | 33,26 / 100,00 |     |     |     |                |         |      |     |                |     |     |     |    |    |    |    |              |                |
| 1989 | 31,58 | 9     | 51,37   | 15      | 3,53    | 1       | 9,43         | 2            | 0,73  | -    |                |    | 63,29 / 100,00 |        |                |     |     |     |                |         |      |     |                |     |     |     |    |    |    |    |              |                |
| 1993 | 29,76 | 8     | 53,02   | 16      | 4,38    | 1       | 9,34         | 2            |       |      | 66,29 / 100,00 |    |                |        |                |     |     |     |                |         |      |     |                |     |     |     |    |    |    |    |              |                |
| 1997 | 33,76 | 10    | 53,38   | 16      |         |         | 6,49         | 1            | 1,79  | -    | 63,21 / 100,00 |    |                |        |                |     |     |     |                |         |      |     |                |     |     |     |    |    |    |    |              |                |
| 2001 | 33,43 | 10    | CDS-PP  | CDS-PP  | PPD/PSD | PPD/PSD | 6,31         | 1            | 2,24  | -    |                |    | 52,13          | 16     | 58,36 / 100,00 |     |     |     |                |         |      |     |                |     |     |     |    |    |    |    |              |                |
| 2005 | 31,91 | 9     | CDS-PP  | CDS-PP  | PPD/PSD | PPD/PSD | 6,62         | 2            | 6,99  | 2    | 47,97          | 14 | 62,07 / 100,00 |        |                |     |     |     |                |         |      |     |                |     |     |     |    |    |    |    |              |                |
| 2009 | 29,39 | 11    | 50,59   | 18      | 4,88    | 1       | 5,04         | 1            | 6,09  | 2    |                |    | 60,60 / 100,00 |        |                |     |     |     |                |         |      |     |                |     |     |     |    |    |    |    |              |                |
| 2013 | 27,40 | 10    | CDS-PP  | CDS-PP  | PPD/PSD | PPD/PSD | 8,16         | 3            | 6,28  | 2    | 43,20          | 17 | 3,72           | 1      | 50,93 / 100,00 |     |     |     |                |         |      |     |                |     |     |     |    |    |    |    |              |                |
| 2017 | 34,56 | 13    | CDS-PP  | CDS-PP  | PPD/PSD | PPD/PSD | 5,56         | 2            | 6,53  | 2    | 40,43          | 15 | 4,72           | 1      | 1,34           | -   | PS  | PS  | 56,25 / 100,00 |         |      |     |                |     |     |     |    |    |    |    |              |                |
| 2021 | 31,10 | 10    | CDS-PP  | CDS-PP  | PPD/PSD | PPD/PSD | 5,17         | 1            | 5,83  | 2    | 39,17          | 15 | 4,50           | 1      |                |     |     |     | 4,25           | 1       | 4,04 | 1   | 52,32 / 100,00 |     |     |     |    |    |    |    |              |                |

### Eleições legislativas
De forma geral, os resultados registados no concelho da Maia nas eleições legislativas são consistentes com o panorama nacional, com as seguintes divergências:
- Eleições legislativas de 1985, em que o PRD vence ao PS por 1,36% no município, quando à escala nacional o PS vence ao PRD por 2,85%.
- Eleições legislativas de 1999, em que o CDS-PP vence à CDU por 0,85% no município, quando à escala nacional a CDU vence ao CDS-PP por 0,65%.
- Eleições legislativas de 2005, em que o CDS-PP vence à CDU por 1,34% no município, quando à escala nacional a CDU vence ao CDS-PP por 0,30%.
- Eleições legislativas de 2009, em que o BE vence ao CDS-PP por 1,76% no município, quando à escala nacional o CDS-PP vence ao BE por 0,61%.
- Eleições legislativas de 2011, em que o BE vence à CDU por 0,06% no município, quando à escala nacional a CDU vence ao BE por 2,74%.

Uma análise dos resultados de cada partido revela as seguintes conclusões:
- O CDS-PP conquistou em todas as eleições legislativas um resultado melhor no município que à escala nacional, em média +0,91% desde 1976 e +0,97% desde 1999.
- O PSD apresenta resultados mistos (7 vezes superior e 4 inferior), apresentando em geral melhores resultados no município que a nível nacional, em média +2,14% desde 1976 e +0,70% desde 1999.
- O PS conquistou em todas as eleições legislativas um resultado melhor no município que à escala nacional (à exceção de 2015), em média +5,41% desde 1976 e +2,71% desde 1999. Esta diferença tem vindo a diminuir lentamente desde 1976 (+11,92%) até à atualidade (-0,97%).
- O BE conquistou em todas as eleições legislativas um resultado melhor no município que à escala nacional, em média +1,21% desde 1999.
- Nas coligações que integrou (APU e CDU) como membro principal, o PCP obteve sempre menor aprovação no concelho que à escala nacional, em média -3,10% desde 1976 e -2,36% desde 1999.

| Data | %     | %     | %     | %     | %     | %     | %        | %     | %    | %    | %     | %   | %       | % | %  | %  |  |
| Data | PS    | PSD   | CDS   | PCP   | UDP   | AD    | APU/ CDU | FRS   | PRD  | PSN  | BE    | PAN | PSD CDS | L | IL | CH |  |
| ---- | ----- | ----- | ----- | ----- | ----- | ----- | -------- | ----- | ---- | ---- | ----- | --- | ------- | - | -- | -- |  |
| Data | 1976  | 46,81 | 22,15 | 14,22 | 8,75  | 1,45  |          |       |      |      |       |     |         |   |    |    |  |
| 1979 | 38,26 | AD    | AD    | APU   | 2,14  | 39,57 | 15,73    |       |      |      |       |     |         |   |    |    |  |
| 1980 | FRS   | AD    | AD    | APU   | 1,55  | 41,67 | 12,25    | 38,24 |      |      |       |     |         |   |    |    |  |
| 1983 | 46,13 | 22,50 | 12,33 | APU   | PSR   |       | 14,29    |       |      |      |       |     |         |   |    |    |  |
| 1985 | 23,13 | 26,32 | 9,44  | APU   | 1,17  | 11,55 | 24,49    |       |      |      |       |     |         |   |    |    |  |
| 1987 | 28,11 | 49,00 | 3,54  | CDU   | 0,71  | 8,99  | 5,26     |       |      |      |       |     |         |   |    |    |  |
| 1991 | 33,68 | 50,93 | 3,61  | CDU   |       | 6,25  | 0,55     | 1,05  |      |      |       |     |         |   |    |    |  |
| 1995 | 47,17 | 35,33 | 8,16  | CDU   | 0,34  | 5,96  |          |       |      |      |       |     |         |   |    |    |  |
| 1999 | 48,46 | 32,53 | 6,83  | CDU   |       | 5,98  | 0,17     | 2,64  |      |      |       |     |         |   |    |    |  |
| 2002 | 41,40 | 38,52 | 8,64  | CDU   | 4,54  |       | 3,34     |       |      |      |       |     |         |   |    |    |  |
| 2005 | 48,37 | 26,38 | 6,48  | CDU   | 5,14  | 8,18  |          |       |      |      |       |     |         |   |    |    |  |
| 2009 | 40,54 | 29,12 | 9,00  | CDU   | 5,12  | 10,76 |          |       |      |      |       |     |         |   |    |    |  |
| 2011 | 29,92 | 39,02 | 10,62 | CDU   | 5,95  | 6,01  | 1,10     |       |      |      |       |     |         |   |    |    |  |
| 2015 | 31,34 | CDS   | PSD   | CDU   | 6,61  | 13,13 | 2,13     | 38,15 | 0,56 |      |       |     |         |   |    |    |  |
| 2019 | 34,03 | 31,95 | 2,74  | CDU   | 4,54  | 11,19 | 4,44     |       | 1,03 | 2,13 | 0,62  |     |         |   |    |    |  |
| 2022 | 39,38 | 34,01 | 1,19  | CDU   | 3,13  | 5,17  | 2,21     | 1,24  | 6,44 | 4,08 |       |     |         |   |    |    |  |
| 2024 | 28,56 | AD    | AD    | CDU   | 31,32 | 2,09  | 4,94     | 2,67  | 3,87 | 7,28 | 14,07 |     |         |   |    |    |  |

## Geminações
A cidade da Maia possui protocolos de cooperação com as seguintes cidades-irmãs:
- Andrézieux-Bouthéon, França (2002)
- Mantes-la-Jolie, França (2002)
- Castilla y León, Espanha (1997)
- Lanzhou, China (1998)
- Xangai, China (1999)
- São Nicolau, Cabo Verde (1998)
- Sault Ste. Marie, Ontário, Canadá (1999)
- Nampula, Moçambique (2001)

## Transportes
Devido a uma distribuição populacional razoavelmente uniforme, o concelho possui uma rede rodoviária extensa de estradas locais. As vias de comunicação de maior relevo são a N12 (Estrada da Circunvalação), que limita o concelho a sul, em Pedrouços, ligando Matosinhos a Gondomar em sentido W-E; a N13 que atravessa as freguesias de Moreira e Vila Nova da Telha no sentido SE-NW; a N14 (Via Norte entre a VCI e a bifurcação N13/N14), que atravessa a cidade da Maia e o Castêlo da Maia em sentido S-N; a N105-2, que atravessa as freguesias de Pedrouços até Folgosa em sentido SW-NE; e a N107, que atravessa as freguesias de Vila Nova da Telha até Águas Santas em sentido W-E, intercetando e ligando as estradas N13, N14, N105  e N107.
A Maia é ligada aos outros grandes polos urbanos nacionais através de três autoestradas: a A3, que atravessa as freguesias de Pedrouços até Silva Escura (1 saída) em sentido S-N; a A4, que atravessa as freguesias de Pedrouços e Águas Santas (3 saídas) em sentido W-E; e a A41, que atravessa as freguesias de Vila Nova da Telha até Folgosa (4 saídas) em sentido W-E.
O concelho possui ainda uma empresa de transportes públicos, a Maia Transportes, que disponibiliza 14 carreiras, 10 das quais com paragem em concelhos vizinhos. Em algumas destas carreiras, é possível utilizar Andante. A Maia é ainda servida pelas linhas 600 a 604 da STCP.
A rede de transportes públicos do concelho da Maia inclui ainda a rede do Metro do Porto. O concelho é servido principalmente através da  Linha C - Linha da Maia, e parcialmente pela  Linha B - Linha da Póvoa e  Linha E - Linha do Aeroporto. A linha C atravessa a zona central do concelho através de 6 estações contidas no excerto a norte da estação de Custió (Leça do Balio) até à estação do ISMAI. Os principais focos populacionais servidos por esta linha são a cidade da Maia (3 estações) e o Castêlo da Maia (3 estações). A linha B atravessa as freguesias de Moreira e Vila Nova da Telha, servindo-as entre as estações de Crestins e Lidador. A linha E serve principalmente o Aeroporto Francisco Sá Carneiro através de uma estação num piso inferior, a leste do complexo aeroportuário, seguindo até à estação de Verdes, em interface com a linha B em direção a sul.
Quanto aos transportes ferroviários, a Linha de Guimarães foi servida pelas Estações Ferroviárias da Maia/Barreiros e do Castêlo da Maia, bem como pelo Apeadeiro de Mandim (Barca), até 2001, quando as estações entre a Srª da Hora e a Trofa foram abatidas ao serviço. Os percursos ferroviários desta linha foram prontamente substituídos pelo Metro do Porto até ao Castêlo da Maia. A Linha do Minho ainda é servida atualmente pelos Apeadeiros de Águas Santas, Leandro (S. Pedro Fins) e São Frutuoso (Folgosa).
O concelho da Maia, mais especificamente a freguesia de Vila Nova da Telha, alberga o maior aeroporto da região Norte de Portugal, o Aeroporto Internacional Francisco Sá Carneiro. É o 2º maior aeroporto em termos de passageiros e o maior em termos de área de influência em Portugal. Por ter o principal objetivo de servir o Porto e a região Norte, a sua existência promoveu o crescimento de vias de comunicação e serviços que ligam o aeroporto a estas zonas de forma cada vez mais eficiente. Esta ligação processa-se através de uma vasta rede de vias rodoviárias, praças de táxis em funcionamento 24h/dia e serviços de transporte público, nomeadamente autocarros e a linha E do Metro do Porto (específica para o aeroporto, assegurando ligação direta ao Porto). Assim, o aeroporto não contribui de forma incontestável para o desenvolvimento das freguesias de Moreira e Vila Nova da Telha, à exceção dos serviços e infraestruturas específicos das proximidades de aeroportos, como instalações hoteleiras, serviços de aluguer de automóveis, correio internacional e meios de transporte anteriormente referidos.
A Maia possui ainda o Aeródromo Municipal da Maia, também conhecido como Aeródromo de Vilar de Luz, na freguesia de Folgosa. Situa-se a 220 m (722 ft) de altitude e possui uma pista asfaltada de 1056 m de comprimento e 29 m de largura, com uma inclinação de 1,2%. Encontra-se certificado apenas para aeronaves ligeiras. Antes do inverno de 2013, a pista possuía 1700 m, mas a Proteção Civil e a Câmara Municipal da Maia encerraram 644 m da pista, marcados com 5 “X”, devido a danos provocados no túnel subterrâneo à pista 16 pelas violentas chuvas desse ano.

## Gestão de resíduos
A Maiambiente E.M. é a entidade municipal encarregue da remoção dos resíduos sólidos urbanos, limpeza urbana e recolha a pedido de outros tipos de resíduos. A Maiambiente administra 5 ecocentros (Águas Santas, Folgosa, Moreira, Nogueira e Santa Maria de Avioso) e dezenas de ecopontos, oleões e contentores de roupa.
Os SMEAS – Serviços Municipalizados de Eletricidade, Água e Saneamento da Maia são responsáveis pela distribuição de energia elétrica e água potável canalizada, e drenagem e tratamento de águas residuais. A parte de população servida por sistemas públicos de abastecimento de águas e de drenagem de águas residuais era de 98% em 2001, tendo atingido a totalidade da população em 2009 (Pordata). Além disso, os SMEAS administram três ETAR (Parada, Cambados e Moreira), com uma capacidade instalada total de tratamento de 46.000m3 por dia, e um caudal atualmente tratado de 22.000m3 por dia. Assim, 86% da população é servida pelas ETAR, e a Maia é capaz de tratar uma parte maior das águas residuais produzidas do que a média portuguesa (Pordata, 2009).
Atualmente, em parceria com a LIPOR, a Maiambiente desenvolve vários projetos de preservação ambiental como a recolha a pedido de eletrodomésticos e objetos volumosos, a recolha seletiva de roupa e calçado e a recolha seletiva de óleos usados, a sensibilização para a preservação do rio Leça e seus afluentes, bem como o projeto de "Separação dentro de Portas", conhecido também por "Ecoponto em Casa", através da distribuição de contentores de lixo identificados por cores para separação dos resíduos domésticos e recolha seletiva, um caso ainda raro de promoção ambiental em Portugal. Em resultado destes projetos, 27,5% dos resíduos produzidos na Maia são recolhidos por recolha seletiva (2017).
A LIPOR opera na Maia, mais propriamente em Moreira, uma das duas únicas centrais de valorização energética (central de incineração) de Portugal. A Central de Valorização Energética da LIPOR tem uma capacidade anual de 380.000ton e potência instalada de 25MW, suficiente para o abastecimento de 150.000 habitantes, superior à população maiata. As escórias resultantes da atividade da Central de Valorização Energética da LIPOR, bem como os resíduos que não podem ser incinerados na instalação, são destinados a confinamento técnico no aterro sanitário da Maia, mesmo ao lado da central. O aterro sanitário tem uma capacidade de confinamento de 930.000ton, com um prazo de utilização estimado até 2019.

## Lista de personalidades ilustres
- Abu-Nazr Lovesendes (938 -?) ou Aboazar Lovesendes, Senhor da Maia.
- Trastamiro Aboazar (980-?), filho de Abu-Nazr Lovesendes, tido como 1.º Senhor oficial da Maia.
- Gonçalo Trastamires (1000-1038), 2.º Senhor da Maia, um dos conquistadores de Montemor.
- Frumarico Aboazar (1000-?), Senhor medieval da Maia.
- Mendo Gonçalves da Maia (1020 – 1065), 3º Senhor da Maia
- Gonçalo Mendes da Maia (1079-1170), "O Lidador", comandante militar e cavaleiro ao servido de D. Afonso Henriques.
- José da Silva Figueira, Visconde de Barreiros (1838-1892), comerciante e humanista do século XIX.
- Fernando Campos (1924-2017), escritor português de romances, contos, sátiras e novelas.
- José Vieira de Carvalho (1938-2002), político, autarca maiato, docente universitário e historiador.
- Fernando Teixeira dos Santos (1951-), economista, Ministro das Finanças português entre 2005 e 2011.
- Miguel Araújo (1978-), músico, membro da banda Os Azeitonas, atualmente com carreira a solo.
- Wilson Eduardo (1990-), jogador de futebol, atualmente no Emirates Club Al Ain.
- Bruno Miguel Borges Fernandes (1994-), jogador de futebol, atualmente no Manchester United Football Club.
- Serafim de Sousa Ferreira e Silva (1930-), bispo emérito de Leiria-Fátima.

## Bandas de música e orquestras
- Associação-Banda de Música de Moreira da Maia
- Banda Marcial de Gueifães da Maia
- Orquestra Filarmonia de Vermoim da Maia
- Orquestra da Câmara da Maia

## Festividades

### Maia
Padroeiro: São Miguel
- Nossa Senhora do Bom Despacho (2.º domingo de julho)
- Nossa Senhora da Maia (2.º domingo de outubro)
- Corpo de Deus (Feriado do Corpo de Deus)
- Procissão do Senhor dos Passos (Domingo de Ramos)
- Nossa Senhora de Fátima (12 de maio)
- São Miguel

### Vermoim
Padroeiro: São Romão
- São Brás (3 de fevereiro ou domingo a seguir)
- Nossa Senhora da Caridade (15 de agosto)
- São Romão

### Barca
Padroeiro: São Martinho
- Senhor de Santa Cruz (2.º domingo de setembro)
- Procissão do Enterro do Senhor (sexta-Feira Santa à noite)
- Procissão do Senhor dos Passos (5.º domingo da Quaresma)

### Gondim
Padroeiro: Divino Salvador
- Divino Salvador (3.º domingo de agosto)

### Folgosa
Padroeiro: Divino Salvador
- São Frutuoso (2.º domingo de setembro)
- Nossa Senhora da Luz (1.º domingo de maio)
- Santa Cristina (1.º domingo de setembro)
- Santo Ovídio (1.º domingo de setembro)

### São Pedro Fins
Padroeiros: São Pedro e São Fins
- São Pedro de Fins
- São Miguel-o-Anjo (último domingo de setembro)
- Santa Apolónia (domingo de Pascoela)
- Nossa Senhora da Conceição (8 de dezembro)

### Águas Santas
Padroeira: Senhora do Ó
- Procissão do Enterro do Senhor (Sexta-Feira Santa à tarde)
- Nossa Senhora de Fátima (12 de maio)
- Nossa Senhora do Ó
- Senhor dos Aflitos (último domingo de julho)
- Nossa Senhora de Guadalupe (1.º domingo se setembro)
- Menino Jesus (2.º domingo de janeiro)
- Santo António (13 de junho ou no domingo a seguir)

### São Pedro de Avioso
Padroeiro: São Pedro
- Mártir São Sebastião (20 de janeiro ou no fim de semana a seguir)
- São Pedro (29 de junho)

### Pedrouços
Padroeira: Senhora da Natividade
- Nossa Senhora da Natividade (8 de setembro ou no 2º domingo de setembro)

### Gueifães
Padroeiro: São Faustino
- Nossa Senhora da Saúde (duas semanas depois da Páscoa)
- São Faustino

### Moreira da Maia
Padroeiro: Divino Salvador
- Procissão do Senhor dos Passos (2.º domingo da Quaresma)
- Procissão do Enterro do Senhor (Sexta Feira Santa à noite)
- Nossa Senhora de Fátima (12 de maio à noite)
- Nossa Senhora Mãe dos Homens (1.º domingo de julho)
- Santo António (13 de junho ou no domingo a seguir)
- Santa Luzia (13 de dezembro)

### Santa Maria de Avioso
Padroeira: Santa Maria
- Nossa Senhora de Fátima
- Santo Ovídio (último domingo de agosto)
- Senhor da Agonia (1.º domingo de setembro)

### Nogueira da Maia
Padroeira: Santa Maria N. Sra. do Ó
- Procissão do Senhor dos Passos (3.º domingo da Quaresma)
- Celebrações da Semana Santa
- Nossa Senhora da Hora (3.º domingo de maio)

### Milheirós
Padroeiro: São Tiago
- Santa Luzia
- São Tiago

### Gemunde
Padroeiros: São Cosme e São Damião
- Nossa Senhora de Fátima (2.º domingo de agosto)
- Campa do Preto (1.º domingo de junho)

### Silva Escura
Padroeira: Santa Maria
- Santo António (13 de junho ou no domingo a seguir)

### Vila Nova da Telha
Padroeira: Senhora do Ó
- Menino Jesus (25 de dezembro)